# フレッシュプリキュア!
『フレッシュプリキュア!』（FRESH PRETTY CURE）は、2009年2月1日から2010年1月31日まで、朝日放送の制作により、テレビ朝日系列で毎週日曜8時30分から9時（JST）に全50話が放送された、東映アニメーション制作の日本のテレビアニメ。『プリキュアシリーズ』の通算6作目、4代目のプリキュア。

## 概要
前年まで2年間にわたり放送された『Yes!プリキュア5』シリーズ（『5』&『GoGo!』）から、設定やキャラクターを一新させた作品であり、本作品以降のプリキュアのテレビシリーズは原則として1年ごとにストーリーを刷新し、それぞれが独立した作品として制作されるようになった。
従来のプリキュアシリーズの主な視聴者層は4歳から6歳までの女児達だったが、彼女達は幼稚園・保育園の卒園とともにプリキュアも卒業してしまい、『月9』などに流れてしまっていたという。そのため本作品では幅広い年齢層にも楽しんでもらえるよう、これまでのプリキュアよりもキャラクターの頭身を上げ、ストーリー性を重視して「4人目のプリキュア」や「インフィニティ」といった謎をちりばめることで年間を通して秘密に迫っていくという仕掛けとなっている。
また、女の子が好きな要素を全て盛り込むべく事前に視聴者アンケートを取り、その結果を踏まえた上で特に関心の高かったダンス・ファッション・恋愛などを組み入れており、朝日放送 (ABC) の吉田健一郎プロデューサーは「大人が見てもグッと来る番組を目指している」と語っている。この他前年と同様に、お笑い芸人が本人役でテレビシリーズにゲスト出演する試みが本作品でも実施された。
本作品での敵は従来のシリーズのような「人間体を仮の姿とする怪物」ではなく、純粋な「人間」たちである。その上で、彼らをひとくくりの「悪」として描くのではなく、個々の内面を掘り下げてしっかりとした性格付けがなされている。このように敵キャラクターを作りこんだ理由には、番組のテーマである「本当の幸せ」と関係があり「プリキュアたちと同じ人間でありながら国家にすべてを管理されている彼らは本当に幸せなのか、そういったことを考えてもらいたい」という意図がある。
プリキュアシリーズで初めて水着姿やシャワーシーンが描かれたが、保護者からは不評であった。

## あらすじ
数多くあるパラレルワールド（並行世界）の1つで、妖精たちが住むスウィーツ王国。そこの長老ティラミスが何らかの邪悪な気配を察知する。そこでティラミスはその阻止を「伝説の戦士」と呼ばれるプリキュアに託すことを考えプリキュアの森へ赴く。そして祈りを捧げ、プリキュアに変身する力を与える妖精ピックルンの封印を解く。目覚めた4体のピックルン（ピルン・ブルン・キルン・アカルン）は、プリキュアを探し求め次元を越え四つ葉町へと飛び立つ。さらにティラミスはプリキュアに覚醒した人物をさがすため、同国の王子タルトと妖精の赤ちゃんシフォンも四つ葉町へと向かわせる。
ティラミスの予想は的中し、国民が国によって管理された夢も希望もないもう1つのパラレルワールド・管理国家ラビリンス。そこの総統メビウスが全パラレルワールドの征服を目論んでいた。そして、メビウスはそれに必要なインフィニティと呼ばれる無限メモリーの入手をイース・ウエスター・サウラーの三幹部に命じる。3人は四つ葉町郊外にある森の中に占い館と称する洋館をアジトに構え、そして偽名（イース→東せつな・ウエスター→西隼人・サウラー→南瞬）を使い不幸のゲージに不幸の液を集める行動を始める。
四つ葉町にあるクローバータウンストリート（旧称：四つ葉町商店街）に到着したピルンは四つ葉中学校2年生の桃園ラブを見つける。ラブは他人を思いやる優しい性格でダンスが大好きな女の子。好きなダンスユニットはトリニティで、特にリーダーのミユキには強い憧れを持っている。ある日森に迷い込んでラブは偶然占い館を見つけ、そこでイースに運勢を占ってもらい顔見知りになる。占い後、イースは「あの子は敵になる」と予言する。案の定ラブがトリニティのダンスイベントを観覧していたとき、突然イースが乱入し怪物ナケワメーケを使役して人々に襲い掛かる。ラブは逃げ遅れたミユキを救うべく立ちはだかるが、自身もピンチに陥ってしまう。しかしピルンが彼女の携帯電話に乗り移り、プリキュアに変身するアイテム・リンクルンに変わる。それでラブは「愛の戦士」キュアピーチに覚醒してナケワメーケを撃破する。その後彼女の幼なじみで鳥越学園に通い読者モデルもこなす蒼乃美希と、ラブと美希から「ブッキー」と呼ばれ白詰草女子学院に通い動物好きで少々引っ込み思案な山吹祈里の2人もナケワメーケに遭いピンチに陥る。しかし美希はブルンの力で「希望の戦士」キュアベリーに、祈里はキルンの力で「祈りの戦士」キュアパインに覚醒して撃破し、戦闘後2人ともピーチと共闘することを誓う。そして3人はタルトから「ラビリンスの野望を阻止できるのはプリキュアだけ」と聞いて了承し、それを打ち砕くため「フレッシュプリキュア」を結成する。そしてラブはミユキから助けてくれたお礼としてダンスレッスンを受けることになり、さっそく美希と祈里を誘ってダンスユニット「クローバー」を結成しプリキュアとダンスの両立に勤しむことになる。
暫くするとイースがリンクルンを奪うべく商店街へ赴き、せつなとしてラブと再会する。だがラブはそれを気にせず親友になるが、美希はせつなに疑念を抱いていた。その後3人はシフォンからピックルンが4体あることを聞き、即ちプリキュアもあと1人いることに気付く。3人はアカルンと4人目のプリキュアをさがすべく町内を奔走するも、ラブたちを尾行していた三幹部が4人目の覚醒を阻止すべく立ちはだかり争奪戦となるがその合間にアカルンが行方不明となる。戦闘後、3人はミユキの側にアカルンが現れたため4人目のメンバーだと確信する。
そんな矢先イースはナキサケーベのカードをメビウスより授かり、それから誕生させた怪物ナキサケーベを使役する。ナケワメーケより強力だが「使用者の寿命が縮む」というリスクも伴う。しかし、プリキュアの打倒を固執するイースはそれを使役してラブたちに襲いかかる。だが3人もシフォンと絆を深めてピックルンを出現させ、それより生まれたキュアスティック（ピーチロッド・ベリーソード・パインフルート）を用いて応戦する。そんな中ナキサケーベに襲われていたミユキを目撃した3人はやむを得ず目の前で変身して正体を明かし、戦闘後彼女にこれまでの経緯を話しメンバーに誘う。イースはナキサケーベの使役に伴う苦痛に耐えながら「メビウスさまのためなら自分の命が無くなってもいい」と述べるが、ピーチに「本当はそう思っていない！」と見透かされる。そしてイースは次第に度重なる使役で疲労困憊となるが、心配するラブを「うっとうしい！」と振り払う。ついにカードを使いきり後がなくなったイースは自身とせつなが同一人物だと3人に明かし「お前らを倒すために近づいた！」と非情な言葉をぶつけ、それを聞いたラブはショックのあまり部屋に引きこもってしまう。一方、メビウスは任務失敗に終わったイースの制裁として側近のクラインにイースの管理データの変更（寿命の終焉）を命じる。イースもその旨をクラインから転送された手紙で知り、ウエスターとサウラーに「やり残したことを終わらせてくる」と告げラブと決着すべく占い館を出る。一方のラブも美希と移動ドーナツ屋店主のカオルちゃんの助言で奮起し「せつなを改心させる！」と決心して占い館へ向かい、ついに2人が森で出会い決闘が始まる。その後決闘に駆けつけた美希・祈里・タルトは「ラブがイースを倒すためではなく、改心させるために戦っている」と理解し、それに気づいたイースも次第に心が揺れ始める。戦闘後イースは「本当はお前たちのような幸せな人生が羨ましかった！」と吐露するが、変更された寿命を迎えてしまい絶命してしまう。ラブ・美希・祈里が悲しみにくれていたそのとき、シフォンの力で呼び寄せられたアカルンがイースの体内に入る。そしてイースはアカルンの力で3人がさがしていた4人目のプリキュアこと「幸せの戦士」キュアパッションに覚醒し、同時にせつなとして転生も果たす。しかしせつなはラビリンスを別離した苦悩や自身が犯した罪に苛まれ、プリキュアとして戦うのを躊躇いラブたちの前から姿を消す。だがさがしにきたラブたちの友情や食事に誘った桃園家を見て「幸せ」の素晴らしさを感じ、また「自分の罪を償いたい！」という気持ちが芽生えラビリンスを離反し戦うことを決める。せつなはラブたちに「みんなと精一杯、頑張るわ！」と共闘を誓い、3人も快く親友かつ仲間として迎え入れる。そして桃園親子の計らいで桃園家に同居することになり、四つ葉中学校へも編入しラブとクラスメイトになる。
4人目のプリキュアも見つかり一件落着かと思いきや、4人目候補と伝えていたミユキに報告を忘れる失態を犯してしまう。ラブたちは事後報告ながらもせつなが4人目と彼女に伝え、それを聞いた彼女も安堵する。そこでラブはせつなにクローバーの加入を促すが、彼女に「ダンスなんて分からないしできない」と拒否されてしまう。しかしせつなは当初同じ立場だった祈里の話を聞いて考えを改め、3人とともにダンスすることを決める。ここに4人のクローバーが始動する。
それによりタルトとシフォンは目的の「プリキュアをさがす役目」を完遂したためティラミスの命でラブたちに別れを告げ王国へ帰郷する…が、別れに解せない4人がついてくる事態に。タルトたちは国民と両親、フィアンセのアズキーナと再会し、その後ティラミスにシルコアマの森でクローバーボックスの入手を命じられる。任務完遂後タルトはティラミスにそれを託され、また「ラビリンスの猛攻を阻止する役目」も命じられたためラブたちとともに四つ葉町へ帰る。
ラブたちとの生活にも慣れたせつなだったが、ラビリンスを離反したことに解せないウエスターの執拗な説得やサウラーの報復、さらに送り込まれた最高幹部であるノーザ（北那由他）の唆しに遭う。しかし、3人と培ってきた強固な友情によりそれらを打破し事なきを得る。その後、不幸のゲージが満杯になったと同時にシフォンがあてもなく漂うようになる。シフォンの異変に気づいたティラミスは四つ葉町へ赴き、ラブたちとタルトに「シフォンは王国の予言書に記されていた『世界の命運を握る、四つ葉の赤子』かつ『インフィニティの正体』」と明かす。それを知ったノーザたちもソレワターセの実から誕生させた怪物ソレワターセを使役してシフォンを奪いにかかるが、ラブたちもクローバーボックスを用いて応戦するなど激しい攻防戦となる。その後パッションのパッションハープにより異空間に隠蔽されていた占い館を発見し不幸のゲージもろとも破壊するが、ノーザの草笛によりシフォンが強制的にインフィニティに覚醒され強奪されてしまう。
インフィニティを手に入れたメビウスは全パラレルワールドの総攻撃を開始し、それを知ったラブたちは急いでスウィーツ王国に向かうがすでに国王をはじめティラミスや国民たちはラビリンスの管理下に置かれていた。しかし唯一難を逃れたアズキーナを救出し四つ葉町へ戻るが、ついに魔の手は地球にまでおよび始める。業を煮やしたラブはラビリンスに乗り込むことを3人に同意を求めるが、せつなが「またイースに戻ってしまうかも…」と躊躇う。それを聞いた3人は「せつなは独りじゃない！」と励まし、彼女も3人の言葉に安堵し賛同する。今回は一筋縄ではいかないと悟った4人は心残りが無いよう両親たちにプリキュアだと明かし、ラビリンスへ向かうことを報告する。最初は理解を得られず反対されるが「必ず全員で帰ってくること！」を条件に許可を得る。そして、家族や商店街の人々の声援を受け四つ葉町を出発する。
ピーチたちはついにラビリンスに乗り込み、幹部らと激しい死闘を繰り広げる。その後ウエスターとサウラーがメビウスに捨て駒と見なされデリートホールで抹消されそうになるが、シフォンの力で生還を果たしプリキュアたちに新たな生物ホホエミーナを使役して加勢する。一方、ピーチたちはソレワターセの実を食べて最終形態化したノーザ、命令に従わなくなった国民たちを見て危惧したクラインが戦闘形態化したドラゴン・クライン、その2人が合体した怪物ノーザ・クラインに苦戦していたが、ラビリンスの管理から解放された国民たちの声援を受ける。彼らの思いが通じ、4人は伝説にもない奇跡のプリキュア「キュアエンジェル」に変身を遂げノーザ・クラインを撃破する。そして、ついにメビウスが姿を現す。
ピーチ・ベリー・パイン・パッションの4人、そしてタルトとアズキーナの2匹、さらにメビウスに謀反したウエスターとサウラーの2人は四つ葉町、スウィーツ王国およびラビリンスを含むパラレルワールドの平和と奪われたシフォンを取り戻すべくメビウスとの最終決戦に挑む。そこでメビウスは6人と2匹に「わたしは国民が造ったコンピュータだ。しかしわたしに頼りきりの国民を危惧し自我に目覚め、そして国民を管理下に置いた」と驚愕の事実を暴露する。メビウスは容赦ない攻撃でひれ伏せようとするが、ピーチ一行もそれに怯まずそれ以上の反撃で攻め立て勝利を物にする。しかし、負けを悟ったメビウスが自爆に踏み切り一行も道連れにされ万事休す。だが、その直前に全員の力でシフォンをインフィニティの覚醒から解いて彼女のワープで生還を果たす。そして、ついに全パラレルワールドと四つ葉町に平和が訪れる。その後、6人と3匹は四つ葉町へ帰り家族と商店街の人々からあたたかく迎えられる。数日後せつなはダンス大会後にラビリンスを復興すべく帰郷することを3人に告げ、そして優勝を手土産に隼人と瞬とともに四つ葉町を後にする。一方のタルト・シフォン・アズキーナもラブたちとの記念写真を持ってスウィーツ王国へ帰郷した。
ラブ、美希、祈里はせつなたちやタルトたちと過ごした日々を思い出の1ページに刻み、それぞれフレッシュな未来を完璧になるよう信じて、しあわせゲットな毎日を送るのであった。

## 登場人物

### プリキュア
ラブ、美希、祈里の3人は「四つ葉町」に住む同い年の幼なじみ。せつなは「管理国家ラビリンス」の幹部・イースが3人を欺くべく変装した姿であったが、改心と同時にこちらが本来の姿となる（詳細は記事参照）。ラブは公立学校の「四つ葉中学校」、美希は芸能専攻の私立学校「鳥越学園中等部」、祈里はミッションスクールの私立学校「白詰草女子学院中等部」に通う中学2年生で、せつなも第31話から四つ葉中へ転入する。
また、プリキュアのほかに「クローバー」というダンスユニットも組んでいる（ユニット名は第19話で命名されるが、便宜上第18話以前の事柄もクローバーと記す）。当初は3人だったが、第26話でせつなが加入し4人となる。
一人称はラブが「あたし」もしくは「わたし」、美希が「あたし」、祈里とせつなが「わたし」。
プリキュアへ覚醒した経緯は「プリキュアの設定」を参照。
桃園 ラブ（ももぞの ラブ） / キュアピーチ
声 - 沖佳苗
本作品の主人公で、公立の四つ葉中学校に通う14歳の少女。愛の戦士「キュアピーチ」に変身する。身長は159cm、血液型はAB型。口癖は「幸せ、ゲットだよ！」。
自分のことよりも他人のことで熱くなれる。性格は活発で人懐っこく天真爛漫。反面、その純粋さゆえに傷つきやすく深く悩むことがある。また、ケンカになると意地を張る一面もある。
美希を「美希たん」、祈里を「ブッキー」、せつなを敵対時から呼び捨てで呼んでいる。
勉強やスポーツは得意でないが、ダンスが何よりも好き。好きなダンスユニットは「トリニティ」で、自室にトリニティのポスターを貼るほどのファン。特にリーダーであるミユキには憧れを抱いている。
幼い頃から家事を手伝っていたため料理が得意で、特にハンバーグが得意かつ好物でもある。一方でニンジンが苦手で裁縫も不得手。
家族はかつらメーカーに務める父・圭太郎と、スーパーでパートをしている母・あゆみがいる。実家はかつて母方の祖父・源吉が営む畳屋だったが、祖父が死去したことで廃業している。幼なじみの美希と祈里は学校こそ違うものの、家族ぐるみの付き合いが続いている。
第1話でナケワメーケに襲われていたミユキを助けたのが縁で親しくなり、彼女からレッスンを受けることに。さっそく美希と祈里に参加を促し、2人とも加入を快諾しユニットを結成する。そして第19話でダンス大会出場のためチーム名を考案し、3人の出身地にちなみ「クローバー」と命名する。
せつなとの出会いは第1話で森をさまよっていた時に偶然見つけた「占い館」で運勢を見てもらったのがきっかけで、第7話で商店街に訪れた彼女と再会する。彼女の素性と目的を知らない状態で美希や祈里と分け隔てなく接して親友関係を構築する。しかし第22話で彼女がイースと同一人物と判明した時は驚愕し、そのショックで落胆し部屋に引きこもってしまう。だが続く第23話で美希とカオルちゃんの助言により奮起し、彼女をラビリンスから取り戻すべく一騎討ちを挑んで説得を試みる。その結果彼女を改心させてプリキュアに覚醒させ、仲間にすることにも成功した（せつなの項目も参照）。
ミユキの弟でクラスメイトの知念大輔とは会えば口論となるケンカ友達 であるが、第45話で彼にピーチと同一人物と明かした後は秘匿していた後ろめたさもあってか優しく接するようになる。
蒼乃 美希（あおの みき） / キュアベリー
声 - 喜多村英梨
芸能学校である私立鳥越学園中等部に通う14歳の少女。希望の戦士「キュアベリー」に変身する。身長は164cm。血液型はA型。口癖は「あたし、完璧！」。ラブからは普段「みきたん」と呼ばれているが、彼女の感情が高ぶったときは呼び捨てで呼ばれることも。
スポーツ万能かつ母譲りの端麗な容姿で、周囲からは羨望の目で見られている。それゆえ4人の中で一番大人びている。「どんなピンチのときでも希望は忘れない」という強い信念を持つ。
勝気な性格および自信家で完璧にこなす努力は怠らず、第17話でシフォンの育児も完璧にこなそうと育児書まで用意する程の徹底ぶり。さらに自分の弱みを見せることを嫌っており、後述のタコ嫌いをひたすら隠そうとしていた。加えて用心深い一面もあり、せつながラブを騙していた頃は彼女に対して徐々に不信感を抱き始め、結果的にせつなとイースが同一人物だといち早く気づいた。
しかし第18話で「ピックルン」の「ブルン」を使ってシフォンの服を次々と着替えさせる親バカぶりを見せたり、後述のブラコンを見せたりと上記のクールなイメージとは正反対の性格も持っている。
ラブとせつなを呼び捨て（後者は敵対時から）、祈里を「ブッキー」と呼んでいる。
読者モデルとして活躍しているがそれに甘んずることなく常に上を目指しており「海を越えて世界を駆けめぐるファッションモデルになること」という夢を持っている。第9話でその夢が実現するチャンスがやってきたが時期尚早と判断し辞退する（後述）。
取り乱したラブを叱責することもある。第23話でせつながイースだと判明後、部屋に塞ぎこんでいたラブに「せつななんて子は元々いなかった！」とあえて辛辣な言葉を述べる。直後に祈里に咎められるが、それがラブを奮起させるきっかけとなった。
幼少時のトラウマからタコが苦手で、たこ焼き屋の看板を見ただけで取り乱すほど。
実家は母・レミが経営するヘア&ネイルサロン「BEAUTY SALON」。両親は離婚しているため母親と2人暮らしだが、父親に引き取られた弟の一条和希とは別居してからも仲が良く恋人と勘違いされるほど遊んでいる。ちなみにラブと祈里も幼少期に彼と遊んで面識はあったが、第9話で彼から説明を受けるまで気づかなかった。判明後ラブから「なんで言わなかったの？」と尋ねられ、それに対して「すっかり恋人だと思い込んでいたから面白くなっちゃって」と説明する。また体があまり丈夫でない和希を常に心配しており、第18話で彼が貧血で病院に運び込まれたときは「ちゃんと検査した？」「念のため入院したら？」と過剰に心配するブラコンっぽいところを見せている。
第2話でラブからクローバーの誘いを受けて参加することを決める。当初はシェイプアップを目的として始めたが、楽しさを知ってからは虜になり真剣に取り組むようになる。
第9話で和希が持ってきたモデルのオーディションに参加することを決め、その先を見据えプリキュアとクローバーの脱退をラブと祈里に伝え快諾される。しかし、2人がナケワメーケに苦戦しているのを見て「放っておけない！」と判断しオーディションを抜けて戦いに加勢し助ける。戦闘後2人に辞退したことを伝えると2人から「夢を潰してゴメン…」と号泣しながら謝罪されるが「あたしたちは三位一体！」と慰め、逆に応援をムダにしてしまったことを謝る。
ラブと祈里とは幼なじみもあり強固な友情で結ばれているが、せつなとは敵対時にラブを騙していたこともありあまり絡みがなかった。そんな中、第33話で自身のイメチェン用の服を4人で買いに行く予定を立てていたがラブと祈里がドタキャン（前者は発熱、後者は患者急増）し結果的にせつなと2人で出掛けることに。しかし人間界の常識に疎い彼女の言動に疲れてしまい、また自身が選んだ服を「いつもと同じでイメチェンにならない」とダメ出しを喰らいモデルのプライドをへし折られる。ところがタコにパニックする醜態を露呈した際彼女から「誰にだって怖いものはある。わたしもあるもの」との言葉を聞いて考えを改め、彼女にタコが苦手になった経緯を説明する。その後タコ型のナケワメーケを見て最初は怯んだが、単身で戦いに挑んだパッションの怖いものを思い出してトラウマを打破し加勢する。そしてウエスターから「イースはお前らを裏切る」と告げられるが「せつなは不器用だけど心優しい正直者よ！」 と反論し、彼女とともにナケワメーケを撃破する。後日せつなが選んだ服をラブと祈里に披露し「いつもと違う新たな魅力だね！」と称賛を浴びる。そしてせつなからは自身の口癖で褒められて、つかさず「それ、あたしのセリフ！」と突っ込みラブと祈里と同等の友情を構築する（せつなの項目も参照）。
山吹 祈里（やまぶき いのり） / キュアパイン
声 - 中川亜紀子
ミッションスクールである私立白詰草女子学院中等部に通う14歳の少女。祈りの戦士「キュアパイン」に変身する。身長は155cmで一番背が低い。血液型はO型。口癖は「わたし、信じてる！」。ラブと美希からは普段愛称の「ブッキー」で呼ばれており、のちにせつなからも呼ばれるようになる。
おっとりさんかつのんびり屋だが勉強は得意。またズレた感性を持ち聞き間違いをすることもある。さらにラブや美希と比べると自分を前に出すことは皆無で少々引っ込み思案なところもある。加えてクローバーの練習着（ジャージ）を全員分用意するなど裁縫が得意であり、役に立つものを入れたカバンを常に持ち歩いている。
ラブと美希を「ちゃん」付けで呼んでいる。せつなを当初「せつなさん」と呼んでいたが、後述のきっかけを機に「せつなちゃん」と呼ぶようになる。
実家は父・正と母・尚子が経営する「山吹動物病院」で、自身も動物好きなので獣医になり実家を継ぐことを夢にしている。しかしフェレットだけは苦手で厳密にはフェレットではないタルトも触ることができず、第10話で彼を汚した時はマジックハンドを使って拭いたほど。その後彼と入れ替わる事件が発生したのを機に正から「3歳のときに噛まれたトラウマからフェレットが苦手になった」と教えられ、または獣医の心得についても教えてもらう。事件後彼とすっかり意気投合し触れるようになり、呼び方も「タルトさん」から「タルトちゃん」に変わる。
ピックルンの「キルン」を介することでシフォンや動物の言葉を理解できるが、第14話で「アカルン」を追跡したときに動物たちから罵詈雑言を言われてしまう。しかし、そのままラブと美希には言えないため掻い摘んで言う苦労を見せている。
第2話でラブからクローバーの参加を誘われていたが、自身の性格上躊躇っていた。しかし第3話でカオルちゃんからの助言を聞き、内向的な自分を変えようと決意して参加することを決める。また、第26話でせつなに練習着をプレゼントした際は「みんなお揃いの練習着だとがんばれるし、勇気がもらえる」と語って彼女の心を動かし加入を後押しする（せつなの項目も参照）。
東 せつな（ひがし せつな） / キュアパッション
声 - 小松由佳
本来はラビリンスの幹部・イースが「リンクルン」とピックルンをラブたちから奪うべく人間の少女に変装した姿かつ名乗った偽名であったが、後述のプリキュア覚醒を機にこちらが本来の姿かつ本名となる。幸せの戦士「キュアパッション」に変身する。背丈はラブとほぼ同じ。14歳。好きな色は赤。口癖は「精一杯、がんばるわ！」。
真面目で聡明な性格だが、物事を伝えるのは不器用。イースとしての過去には一応の決別を果たした が、裏切りや悪行に対する罪悪感は残っている。そういった負い目から仲間がいなくなることを恐れており、そこをノーザにつけ込まれたこともある。
敵対時は3人を「お前」「貴様」など蔑んだ二人称で呼んでいたが、転生後はラブと美希を呼び捨てで呼ぶようになる。祈里にも当初呼び捨てで呼んでいたが、後述のきっかけを機に「ブッキー」と呼ぶようになる。
圭太郎とあゆみからは「せっちゃん」と呼ばれている。自身は当初「おじさま」「おばさま」と遠慮がちに呼んでいたか、打ち解けるにつれ「おとうさん」「おかあさん」と呼ぶようになる。
第22話で3人にイースと明かし、続く第23話で抗うラブと対峙して彼女からの友情を痛感し改心したが組織の策略により絶命してしまう。しかし、アカルンの力によりパッションへ覚醒と同時に蘇る。そしてラブから「仲間になろう！」と誘われるが「仲間になるには手を汚しすぎた」との理由でラブたちやラビリンスから姿を消す。
第24話でラビリンスをも離反し行く当てもなく流浪の身だったため1人でいたところあゆみに声をかけられたことでラブたちとも再会し、そして桃園家と一緒に外食することに。そこで桃園一家が笑顔で食事しているのを見て、みんなといる楽しさや喜びの素晴らしさを実感し笑みをこぼす。その結果「みんなの笑顔を守るために戦う！」と決心しプリキュアとして戦うことを決意、その証として瞳にハイライトが入る。そして桃園親子の計らいで続く第25話から桃園家に同居することになり、第31話からは四つ葉中学校に転入する。
勉強やスポーツをそつなくこなす優秀さを持ち、また3人よりずば抜けた視力を持っており、第32話でスウィーツ王国の国王と王妃を謁見した時、自身だけがはるか遠くにいる国王と王妃の顔をはっきりと認識した。一方でピーマンが苦手で、第34話でラブがピーマンを袋いっぱいに詰め込んだのを見て述べる。それを聞いた彼女に「好き嫌いはダメ！」と注意されたため自身も彼女が嫌いなニンジンを入れ始め、お互い袋が破れるほど詰め込み意地を張り合っていた。また、人間界の一般常識や流行については疎く天然ボケともとれる言動もある。
第26話ではミユキ主催のダンス合宿に同行し、そこでクローバーの参加を誘われたが躊躇う。しかしかつて同じ立場だった祈里に説得されたことや、戦闘で押され気味だった彼女に加勢したことで考えを改める。戦闘後、彼女から練習着をプレゼントされたのを機にクローバーへの参加を決める（祈里の項目も参照）。ちなみに、この合宿ではみんな忘れ物がありアカルンが瞬間移動できる精霊のため半ばパシリのように使われた。
前述の通りラブと祈里とは友情を構築してきたが、美希とはお互い自分を持っている（悪く言えば「我が強い」）者同士なのであまり絡みがなかった。そんな中第33話にて美希と2人で買い物に行くことになる（詳細は美希の項目を参照）が、人間界のファッションセンスは皆無のため彼女に「いつもと同じでイメチェンにならない」と辛辣に答えてしまい彼女のプライドを傷つけてしまう。だが彼女がタコに怯えているとき「役に立てなくてゴメン」と謝罪し、そして「わたしは3人がいなくなるのが怖い」と告白する。その後、ウエスターがタコ型のナケワメーケを使役して現れ単身で対峙するが押されてしまう。そこにタコを克服したベリーが加勢し、彼女とともにナケワメーケを撃破する。後日自身が選んだ服をまとった美希を見てリスペクトを込めて「完璧よ！」と絶賛し、彼女とも強固な友情を構築する（美希の項目も参照）。
最終決戦後、元幹部たちと共にラビリンスを幸せな世界にするために帰郷を決意しラブたちに別れを告げる。
ラビリンス幹部時代の詳細はイースを参照。

### スウィーツ王国
妖精たちが住まう、人間界とは別の次元に存在するパラレルワールドの一つ。従来のシリーズと異なり、第45話まで敵からの侵略を受けていない。
国の至る所に菓子がちりばめられており、住民は京都弁や大阪弁を混ぜたような関西弁で話している。ただし使用する文字は地球の日本語とは全く異なっている。

#### 主要キャラクター
シフォン
声 - こおろぎさとみ
タルトとともにスウィーツ王国からやって来た、女の子の赤ちゃん。額のマークは、その時の体調や機嫌などによって色が変わる。
最初は幼かったため言葉を話すことはできなかったが、成長するにつれラブたちの名前など、簡単な言葉も話すようになる。普段の生活では「キュアー」や「プリプー」という言葉で表現することが多い。小説版ではさらに様々な言葉を覚えた。
当初は「キュアビタン」しか飲まなかったが、成長したことでいろいろな物を食べられるようになる。
普段は座った状態で浮遊して移動するが、後に自力で立ち、覚束ない足取りながらも歩けるようになる。
性格は優しく、ラブたちをあやしたりしている。しかし、仲間たちがケンカするのを見ると叱咤することもある。
様々な超能力を持っており、プリキュアたちをパワーアップへと導いたり、自らも瞬間移動したりすることができる。
イタズラ好きで、超能力を使ってはラブたちを困らせているが、時にはプリキュアの助けになることもある。
実はスウィーツ王国出身ではなく、ある夜に「シルコアマの森」に落下した流星の中から「クローバーボックス」とともに発見され、ティラミスによって密かに育てられていた経緯をもつ。
正体は無限メモリー「インフィニティ」にして、王国の予言書に記されていた「世界の命運を握る、四つ葉の赤子」であり、「不幸のゲージ」が満タンになったことで発作的に覚醒するようになる。
インフィニティとしての力は凄まじく、ノーザさえ苦戦させたほど。また､プリキュアが不幸のゲージを破壊した時、流出した不幸のエネルギーの浄化に貢献している。
第44話でノーザが妖しい草笛を吹いて強制的にインフィニティにする策で捕らわれラビリンスに利用されるが、キュアエンジェルの力で正気に戻り、全てが終わったあと、桃園一家との写真を胸にスウィーツ王国へと帰った。
後の『映画 プリキュアオールスターズDX2 希望の光☆レインボージュエルを守れ!』以降のクロスオーバー作品では、ラブたちのところに戻って来ている。
インフィニティ
第34話から登場するシフォンの正体。メビウスが探し求めている「無限メモリー」そのもの。
この状態になると額のマークは黒くもやがかかったようになり、表情も虚ろになり、全身がぼんやりと白く光って、シフォンとしての意識は消える。
機械的に「わが名はインフィニティ、無限のメモリーなり」という言葉を繰り返し、目的もなくあらゆる世界を漂うようになる。
「クローバーボックス」の子守唄を聞かせることで、元のシフォンに戻る。
タルト
声 - 松野太紀
スウィーツ王国の105番目の王子。正式な名前もあるが、長すぎて自身ですら覚えていない。自称「かわいいかわいい妖精さん」。
青い襟飾りをつけたフェレットのような姿をしており、普段はラブが飼っているペットのフェレットということになっている。
一人称は「わい」。ラブたちを「ピーチはん」「ベリーはん」「パインはん」「パッションはん」と変身後の名前で呼ぶ。その他の人物には「○○はん」と呼ぶ。
シフォンの世話役的な立場であり、彼女のイタズラにいつも手を焼いている。しかし、自身もラブたちのトラブルメーカーになる場合もある。戦闘能力はないが、小さい体を生かして敵を翻弄させたこともある。
ラブたちから置いてけぼりにされる苦労性であり、プリキュアたちにツッコむことも多い。愚痴っぽく心配性な性格だが、プリキュアを支えたり導いたりするなど、彼女たちへの想いは真剣である。
ドーナツが好物で、一口食べて即とりこに。それが縁でカオルちゃんと言葉を話した状態で親しくなり、彼の店でのドーナツ食べ放題を報酬にジャグリングなどを披露して客寄せを請け負っている。
「フェレットっぽい」という理由で当初は祈里に避けられていたが、第10話で祈里がタルトを触れるようになりドーナツの種類でハモるなど意気投合する。またウエスターからは「ドーナツ好きのしゃべるフェレット」と呼ばれていたが「かわいいかわいい妖精さんや」と言い返している。物語の終盤でウエスターとサウラーがシフォンの力で甦った後は、ウエスターとはお互いを「兄弟」と呼んでいる。
国王のワッフル（声 - 堀本等）と女王のマドレーヌ（声 - 熊谷ニーナ）を両親に持つ（せつなによると母親似）。また、王国には後述するフィアンセのアズキーナがおり、お互い両想いである。
第32話でティラミスから「プリキュア4人を見つける使命」を果たしたので、シフォンとともに王国に帰るよう命じられるが、ティラミスから新しい使命を言い渡されたことで人間界にとどまる。 全てが終わった後は桃園一家との写真を胸に故郷へと帰還した。
映画『プリキュアオールスターズ』シリーズでは、歴代プリキュアの妖精達を統べるリーダー役やミラクルライトの説明や配布などの仕事も行っている。また、のちの『映画 プリキュアオールスターズDX2 希望の光☆レインボージュエルを守れ!』以降でも人間界に戻っている。
ティラミス
声 - 緒方賢一
スウィーツ王国の長老。猛禽類のような姿をしており、アイスクリームの飾りがついた杖をついている。
基本的に関西弁だが、ラブたちに対してはフランス語の挨拶を交えて話す。
軽い性格であり、タルトやアズキーナとも対等な感じで話している。
自分の姿を特定の人物だけに見せるという力を持っている。
シフォンの正体を知っていたが、「敵を欺くにはまず味方から」を理由にプリキュアはおろかタルトにも教えていなかった。
全パラレルワールドの危機に応じて、タルトとシフォンに伝説の戦士・プリキュアを探してくるよう命じたほか、後に「クローバーボックス」をタルトに託す。
後に国民とともにラビリンスの管理下に置かれるが、直前にアズキーナを守った。
なお、エンディングでのキャラクター名表記は一貫して「長老」となっている。
アズキーナ
声 - 一色まゆ
第32話から登場。スウィーツ王国で暮らすタルトのフィアンセ。「かんにんやで」などといった京言葉のような口調で話す。
シマリスのような姿をしており、桜の花をモチーフにした髪飾りと襟飾りを付けている。タルトのことが大好きで、「世界中で一番大切」と言っている。
スウィーツ王国がラビリンスの襲撃を受けた時、自身も怪物に襲われ、メビウスの管理下に置かれそうになるが、ティラミスに守られ、当時スウィーツ王国内にいた者の中で唯一難を逃れ、その後プリキュアとタルトに救出される。最終決戦ではラビリンスに乗り込むプリキュアに同行し、タルトと共にラビリンス国民にドーナツを配る。全てが終わった後、桃園一家との写真を胸に故郷へと帰る。

#### シルコアマの森
魔人（まじん）
声 - 中野慎太郎
第32話に登場。スウィーツ王国の「シルコアマの森」に封印されていた魔人。
餅と臼と杵を合わせた姿をしており、ナケワメーケと同様の戦闘力をもつ。鳴き声は「ウーッス!」「モッチモチー!」。
ラブたちと一緒に来たタルトが荒廃した森を見て、封印が解かれているのを気付く。原因はタルトが人間界に戻ることを恐れたアズキーナによって解放されたため。プリキュアたちと対戦したが再び封印される。

### ラビリンス
プリキュアの敵対勢力。総統メビウスによって統治されている管理国家であり、人間界とは別次元のパラレルワールドのひとつでもある。元々は人間界に似た世界だったが、科学文明を進化させたことで機械的な外観となっている。
全パラレルワールドの統治のために必要な「インフィニティ」を手に入れるため、「不幸のゲージ」と呼ばれている巨大な容器に不幸のエネルギーを貯めることを目的に掲げており、人間界で「ナケワメーケ」という怪物を生みだして人々を襲わせている。不幸のゲージが溜まった第34話以降は、インフィニティ（シフォン）の強奪が主な目的となり、「ソレワターセ」という怪物を生み出してインフィニティを強奪しようと目論む。
一般の国民たちは純粋な「人間」だが、人間界とは異なり全員肌や髪の色が薄い。服装は統一され全員に国民番号があり、生活、仕事、結婚、寿命などを国に管理されている。また、「すべてはメビウスさまのために」というスローガンの下、メビウスの命令に従うこと以外は許されていない。
幹部たちは人間界に紛れ込む際に一般人としての姿に変装し、「スイッチ・オーバー！」のかけ声で本来の姿へと戻り、自身の名を明かしながら「ラビリンス総統、メビウスさまがしもべ」と名乗る。また、幹部の偽名の苗字には方角が使用され、名前は速さを象徴するものが使用されている。

#### 上層部
ラビリンスの中枢にある巨大な塔を本拠とし、メビウスを筆頭に国民たちを管理している。一般国民や三幹部は、彼らの正体を知らなかった。
メビウス
声 - 西村知道
ラビリンスの総統として君臨する壮年男性。白いローブを着用したスキンヘッドの姿が特徴。一人称は「わたし」。
全ての「パラレルワールド」を管理するために必要な無限メモリー「インフィニティ」を手に入れるべく、幹部たちを人間界へと送りこんでいる。
三幹部に対して表向きには気を遣う素振りを見せているが、本性は冷徹かつ非情な性格であり、配下を捨て駒にすることに躊躇はない。
その正体は国家管理用の巨大な球体型コンピュータであり、前述の姿は影武者のロボットである。科学文明を築くうちに機械に頼り始めたラビリンスの国民たちが、国の管理を機械に任せるために作成された経緯をもつ。しかし機械に頼りきる国民に「国の管理を任せてはおけない」という自我に目覚め、その結果全国民を洗脳して現在の管理国家としての体制を築いた。
ラビリンスを管理国家として変貌させた後、自身の分身として人型ロボット、その護衛役として爬虫類のDNAからクライン、植物のDNAからノーザを造る。
自国のみならず全パラレルワールドを愚かな人間から守ると称し、理想とする世界は「苦しみも悲しみもない世界」であり、それが正しいと信じていたが、キュアピーチに「その代わり幸せがない」と指摘されている。
第46話にて、インフィニティーに覚醒したシフォンを吸収して、全パラレルワールドの管理を開始するが、プリキュアたちの阻止で交戦になる。続く第49話ではプリキュアたちに前述の経緯について説明を行い、更には強力な攻撃でプリキュアたちを窮地に追い込む。しかし、最終的にはプリキュアたちの反撃で劣勢になり、ラビリンスの国民たちも管理からはずされる。これにより、負けを悟ってプリキュアたちを自爆で道連れにしようと試みるが、プリキュアたちの必殺技「プリキュア・ラビングトゥルーハート・フレッシュ」によりシフォンと分離され、タイムリミットとともに自爆して消滅した。
のちの『映画 プリキュアオールスターズ みんなで歌う♪奇跡の魔法!』では、ソルシエールの魔法で生み出した幻が登場している。
最終形態
頭しかないホログラムのような外見をしている。目は赤色。
電磁エネルギーによる攻撃や、自在に伸びるコードが武器であり、重力制御で相手の動きを封じることができる。
自身の分身を無数に生みだすことも可能であり、それらはプリキュアと互角の戦闘能力を持つ。

クライン
声 - 樋渡宏嗣
メビウスの側近を務めている初老の男性。薄い黄色のショートロングの髪が特徴。一人称は「わたし」。
慇懃無礼な人物として振る舞い、丁寧な口調で冷徹なことを言う。側近だが地位は三幹部と大差はなく、双方同じ目線で会話をしている。
ラビリンス国民の管理全般や幹部の監視のほか、手紙などで国民に寿命を通知する役目を担当している。本国での任務が多いため、人間界に出向くことは少ない。瞬間移動能力を持つほか、宙に浮くことも可能。
第48話で、国民たちが命令外の行動を取りはじめたことに焦り、この事態の原因がプリキュアたちの影響であると判断し、彼女たちを消去するために「ドラゴン・クライン」という最終形態に変身してプリキュアたちに攻撃を続けようとしたところ、重傷のノーザから合体を持ちかけられたことで「ノーザ・クライン」に変貌する。
その正体は、メビウスが自身の護衛用としてトカゲのDNAから作りだした人工生命体である。
ドラゴン・クライン
戦闘形態。緑色を基調としたドラゴンのような姿をしており、尻尾を生やしている。目は赤色。
戦闘能力は非常に高く、ノーザを倒したプリキュアたちを圧倒するスピードとパワーを持つ。

ノーザ
声 - 渡辺美佐
ラビリンスの最高幹部を務めている長身の女性。水色のロングヘアと口紅が特徴。一人称は「わたし」。
黒と黄色と緑を基調としたドレスを着用し、頭部には植物の髪飾りを身につけ、足には赤色のヒールを履いているほか、服装の一部にはツタが巻きついている。
冷酷かつ非情な人物として振る舞っており、人間の幸せを奪うことに執着し、人間の不幸を「蜜の味」とも称するなど、人間の嘆きと悲しみを徹底して好む傾向にある。また、三幹部が動揺するほどの威厳と実力を誇り、その実力はせつなから恐れられ、ウエスターやサウラーには「さん」づけで呼ぶよう強要する高圧的な一面もある。そのため、仲間との結束力は皆無であり、結束そのものを見下しているため仲間が殉職しても気にもとめていない。
メビウスに対しては絶対的な忠誠を誓っており、メビウスが管理する世界を賞賛して疑わず、何も考えず、失敗、後悔、悲しいことが起こらない世界を理想としている。
植物を操る力をもち、背中から無数の植物のツタを出すことができる。また、特殊な空間を開いてワープする能力を持つほか、不幸の世界を造る香水瓶を所持している。また、異世界の栽培室を所有しており、そこで「不幸のゲージ」に溜まった液体を用いて「ソレワターセ」の実を栽培している。
第42話で、プリキュアを分断させるためにせつなを人質にしようと目論み、せつなを「イース」としてラビリンスに戻るよう誘惑するが結果として失敗したため、「FUK0のゲージ」をソレワターセにする作戦に出るも、それすらも失敗に終わる。
第48話では、自らソレワターセの実を食べて最終形態へと変身したが、プリキュアたちの猛攻で重傷を追う。しかし、クラインに合体を持ちかけたことで「ノーザ・クライン」へと変化する。
その正体は、メビウスが自身の護衛用として球根植物のDNAから作りだした人工生命体。
『映画 プリキュアオールスターズDX2 希望の光☆レインボージュエルを守れ!』では、ボトムの力によって復活を果たして再登場する。
北 那由他（きた なゆた）
ノーザが人間に変身した姿と偽名。髪は黒色のストレートヘアに変化している。劇中では、2回のみこの姿で活動した。
黒色のドレスに黄色の肩パッドをつけた紫色の上着を着用し、黒色のブーツを履いている。
最終形態
ノーザが「ソレワターセ」の実を食べて変化した姿。巨大な樹木の怪物になり、無数のツタを手足としている。瞳は赤色で、髪に変化はない。
戦闘能力は非常に高くなり、ツタを駆使してプリキュアたちに攻撃をしかけてくる。また、強力な回復力をもち、プリキュアの技を受けても瞬時に回復する。
ノーザ・クライン
声 - 渡辺美佐
第48話と第49話に登場。ノーザの進言で超獣ノーザとドラゴン・クラインが合体した怪物。
人型のドラゴンにソレワターセが巻きついて融合した不気味な姿をしており、胸部にソレワターセ素体の目、背中に翼が生える。
声や人格はノーザがベースになっているが、口調は中性的になる。
合体前のノーザとクラインよりも戦闘能力は大幅に上昇しており、プリキュアたちの「ラッキークローバー・グランドフィナーレ」を破るほどの圧倒的な力でプリキュアを追いつめるが、最終的にはキュアエンジェルと進化したプリキュアたちの浄化技である「プリキュア・ラビング・トゥルー・ハート」に敗北。それぞれの人格はメビウスへの永劫を祈りながら消滅し、本来の球根植物とトカゲの姿に戻された。

#### 三幹部
メビウスに仕えている3人の幹部。本国の国民たちと比べると服装が異なり、人間界ではある程度自由な行動が許されている。
四つ葉町郊外の屋敷を拠点にしており、表向きには「占いの館」として情報収集を目的に人間たちを占う活動を行っている。占いの館はイースが正体を明かしたあと異空間に隠蔽され、不幸のゲージが破壊されたことで崩壊する。
個々の戦闘能力はプリキュアとほぼ互角で、一騎討ちであればプリキュアを圧倒する。特殊能力を使う際は、手を擦り合わせる必要がある。また、瞬間移動の能力をもたず移動は徒歩で行っている。
最終回では、メビウス亡き後のラビリンスを立て直すことを決意し3人揃って帰郷する。
イース
声 - 小松由佳
ラビリンスの幹部を務めている少女。灰色のセミロングヘアが特徴。一人称は「わたし」。ラビリンスにおける国民番号は、『ES-4039781』。
黒と赤を基調としたボンデージ風の衣装を着用し、頭部には黒いカチューシャを飾っているほか、胸部と腰部には赤色のダイヤがある。
クールかつ強気な人物として振る舞っており、人間の友情や愛情などを否定したり、仲間と群れること自体を嫌うなど、敵味方問わず冷徹な威圧感を放つ。しかし、失敗を犯すと冷静さを失って感情的になる傾向にある。
メビウスへの忠誠心は人一倍強く、彼から受けた任務は忠実に遂行しメビウスの為ならば自身の生命さえも惜しまない覚悟を持つ。また、メビウスに反抗するプリキュアの打倒に固執しており、キュアピーチに対しては因縁を抱いている。
教わることは大抵こなせボウリングも難無くこなしているが、人間界の一般常識には疎いため作戦に支障をきたすこともある。
第1話にて、偶然「占いの館」に来客したラブと顔見知りとなり、彼女がプリキュアであると判明してからはラブたちが所持している「リンクルン」を強奪するため、「東せつな」という人間に偽りながらラブたちに接近し、その際には彼女たちの友人として振る舞うようになる。第7話では、ラブから親友の証として四つ葉のクローバーのペンダントをプレゼントされる。
第19話にて、メビウスから切り札として「ナキサケーベ」を生み出すカードを渡され、寿命が縮むというリスクを背負ってでもプリキュアをたおすことを誓う。そして、第22話では遂にキュアピーチたちに自身の正体を暴露し、ラブからもらったペンダントも破壊する。
第23話にてクラインから寿命の終焉を宣告され、未練を残さないようにキュアピーチとの決戦に挑む。その最中、ラブと出会った時から「自分が自分でなくなっていく」と告白し、親友として接してくれたラブを無意識に羨望していたことも打ち明けるが、改心した直後寿命が尽きて死を迎える。しかし、シフォンが呼び寄せた「アカルン」によってキュアパッションとして転生する。
プリキュアとして転生後の詳細は、東せつなを参照。
東 せつな（ひがし せつな）
イースが人間に変身した姿と名。髪は紫色に変化し、頭部にあったカチューシャは外されている。
基本的には赤色の服に白色の上着を着用し短パンと黒色のブーツを履いているが、白色の帽子とワンピースとブーツを着用したり、暑い日には薄い紺色の半袖の服に黒色かつ短めのジーンズを着用し、赤色のヒールを履く事もある。
この姿でラブたちに接近する際は強気な性格を抑え、控えめかつ優しい性格を演じていた。後に転生した事でこちらが本来の姿となる。

ウエスター
声 - 松本保典
ラビリンスの幹部を務めている若い男性。筋肉質の体格に薄い緑色のショートヘアが特徴。一人称は「オレ」。
黒と黄色を基調としているノースリーブの服を着用し、背中には白いマントを羽織っている。左耳にはピアスをつけ、腰部には黄色のダイヤがある。
行動派かつ喜怒哀楽の激しい人物として振る舞っており、知略を使うことが苦手な為に人間界の一般常識には非常に疎く、常識外れの行動をすることが多い。また、人間界の娯楽や食べ物などを広く好み、特にカオルちゃんのドーナツは作り方も覚えるほどの好物である。なお、私用で外出することもある。作中では筋トレに励む描写も見せている。
出撃回数は多いが、良い結果が出ないため仲間からも冷たく扱われ自らの不幸で「不幸のゲージ」を溜めたこともある。その反面、仲間想いでイースを気遣うような素振りも見せており、イースがキュアパッションとなってプリキュア側についた後も「イース」と呼び続け、彼女にラビリンスに戻るよう何度も説得を試みている。
第46話にて、キュアパッションとの戦闘になるがその最中にメビウスに捨て駒にされ、プリキュアもろとも「デリートホール」に消去されそうになる。その際、キュアパッションを助ける形で和解した直後、巨大なゴミの不意打ちを食らいデリートホールに吸い込まれる。
しかし第48話ではシフォンに救われており、水色のダイヤに白を基調とした服装となって生還しプリキュアたちに協力する。またタルトと兄弟の契りを結び、共にドーナツを食べることを約束する。
小説版では、せつな、サウラーと3人でドーナツを食べているところへアカルンが再来した際、せつなに行くようサウラーと2人で背中を押した。その後フシアワーセを食い止めるため医師に成りすまして病院に潜り込み、プリキュアのバックアップを担当する。
西 隼人（にし はやと）
ウエスターが人間に変身した姿と名。髪は金色に変化し、耳にあったピアスは外している。
黒色の上着に黄色と橙色のベストを着用し、ベルトをつけた水色のジーンズと黒色の靴を履いている。

サウラー
声 - 鈴村健一
ラビリンスの幹部を務めている若い男性。細身の体格に灰色のロングヘアが特徴。一人称は「ボク」。
黒と緑を基調としている長袖の服を着用し、背中には緑のマントを羽織っている。両肩には銀色の肩パッドを装着し、腰部には緑色のダイヤがある。
ニヒルかつ冷酷な人物として振る舞っており、戦略を立てながら相手の心理につけ込む行動に長けている。しかし、想定外の事態には大きく動揺する一面もある。また、紅茶を飲みながら読書することが趣味で、人間界の知識の大半は本から得ている。その一方で、紅茶に大量の角砂糖を入れてはその味に不快感を示している。
メビウスへの忠誠心は高く彼に仕えることは誇りに思っているが、ノーザによって任務を指揮されることには不服な態度をすることもある。
同僚からは「館にこもってばかり」と言われるほどのインドア派で出撃回数は少ないが、登場の度に策を練った作戦を用意しては急激に不幸のゲージを溜めている。
第46話にて、キュアベリーとの戦闘になるがその最中にメビウスに捨て駒にされ、プリキュア諸共「デリートホール」に消去されそうになる。その際、キュアベリーに「笑い合いたい」という理由で助けられるが、今度は彼女を守るために自ら犠牲となる。
後の第48話ではシフォンに救われており、水色のダイヤに白を基調とした服装となって生還しプリキュアたちに協力する。また、キュアベリーには感謝を示している。
小説版ではウエスター共々病院に潜り込みプリキュアのバックアップをしたが、「医師2人の巡回は不自然」とのことでナースの恰好をしていた。
南 瞬（みなみ しゅん）
サウラーが人間に変身した姿と名。髪は黒色に変化し、後ろ髪は1本に束ねている。
黒色のシャツに白色の上着を着用し、ベルトをつけた紫色のズボンと白色の靴を履いている。

#### 怪物
本作品では異なる怪物が複数登場する。声は全て中野慎太郎が担当している。
ナケワメーケ
ラビリンスの三幹部が使役する怪物。雄叫びは当初「ナケワメーケ！」のみだったが、とりつく物に準じた雄叫びも発するようになる。
三幹部の「ナケワメーケ、われに仕えよ！」という掛け声と同時に、幹部が取りだしたダイヤ状のシンボルを様々な物質に刺したり貼り付けたりすることで生み出される。
とりつく物は無機物や動物が多く、影などにも有効。三幹部の衣装についているダイヤと同じ色のダイヤ（イースは赤、ウエスターは黄、サウラーは緑）がつく。
日々強化されており、プリキュアたちの通常の必殺技では倒せないほどに進化している。また、喜怒哀楽を見せる固体もいる。
「不幸のゲージ」を上げる際に召喚されているが、憑りつく物によっては「不幸のゲージ」が上がらないことがある。
ホホエミーナ
プリキュアの味方になったウエスターとサウラーが生みだした穏やかな生物。微笑みを浮かべた柔らかい姿をしている。鳴き声は「ホホエミーナ！」「ニッコニコー！」。
召還方法は白いダイヤを使い、掛け声が「ホホエミーナ、われに力を！」に変わる。
劇中では、キュアエンジェルの羽に白いダイヤをつけた個体のみ登場。白い巨大なオタマジャクシのようで翼と小さい手足をもち、尾の先には桃色のハートマークがある。ダメージを受けるとダイヤと対象物が分離して消える。

ナキサケーベ
メビウスがイースに与えたカードで生みだす怪物。第19話から第22話に登場。
4つの正三角形のピースに分かれたカードで、使う度にピースが1つずつ消え、最大4回までしか使えない。終始苦しそうな呻き声をあげる。
ナケワメーケを格段に強化したもので、ナケワメーケに取り付けてパワーアップさせることも可能。対象に貼り付けられるとカードの絵柄の閉じた目が開き、「涙を流している一つ目マーク」に変化する。
非常に強大な力を誇るが、引き換えに使用者の手の甲にカードと同じ目玉のマークが出現し、そこから茨のような物が使用者の体に巻き付いて、命にも関わるほどの多大な苦痛を与える諸刃の剣である。
ソレワターセ
主にノーザが使役する怪物だが、ウエスターとサウラーにも支給されている。鳴き声は「ソレワターセ!」のみ。
不幸の液を注ぐことで成長する鉢植えの実を、「ソレワターセ、姿をあらわせ！」のかけ声と共に放つことで生み出される。
素体は植物の球根のような胴体の中央に裂け目と、その中に赤い目がある不気味な姿で、そのままの状態でも強大な力を有する。ほかの実を通じて既出のソレワターセに指示を出すことも可能。倒されると、人型をした実が3回弾けて消える。
ナケワメーケ同様に人間界の物体にとりついたり、ナケワメーケや周囲の物体を吸収して強化することも可能。物体にとりついたソレワターセには「周囲に枝葉がついた一つ目マーク」がある。
ナケワメーケよりも強大な力を持ち、「キュアスティック」と「パッションハープ」から放たれる強大な必殺技を跳ね返すが、個体によって防御力には若干差があり、キュアスティック単体で倒された個体もある。

### 主人公たちの家族

#### 桃園家
桃園 圭太郎（ももぞの けいたろう）
声 - 高瀬右光
ラブの父親で婿養子。
かつらメーカーの営業部長を務めており、レミにウィッグをよく届けている。また、動物用のかつらも祈里の父・正と一緒に製作している。
新商品のデザイン開発の思考に苦しむこともしばしばで、幼い頃から装着テストに付き合わされたラブは、その奮闘を冷ややかな眼で見ていたが、後に考えを改め素直に尊敬するようになる。
誰かのために全力を尽くすラブの性格はこの父譲りである。人前で笑いを取るのが苦手で、無理に駄洒落を言って家族を苦笑させることもある。
居候のせつなのために勉強机を作るなど、日曜大工も得意である。絆が深まってからはせつなも「お父さん」と呼ぶようになる。
桃園 あゆみ（ももぞの あゆみ）
声 - 氷上恭子
ラブの母親。スーパーでパートの仕事をしている。若い頃は「ミス四つ葉町商店街」と呼ばれていた。
娘のニンジン嫌いを許さない厳しい一面を持つも、身寄りのなくなったせつなを事情を深く聞かずに引きとる寛大な愛情と優しさの持ち主。
ラブと張りあうこともあり、第24話でニンジンを残したラブに注意したが、自身も嫌いなホウレンソウを残していることをラブに指摘される。その後、圭太郎に「残したらケーキ抜き」と言われた為ラブとともに否が応でも無理して食べた。
第40話ではノーザによって鏡の中に監禁されるが、せつなの活躍により無事に救い出されて絆が深まり以後せつなが「おばさま」という言い方を改め「おかあさん」と呼ぶようになった。
桃園 源吉（ももぞの げんきち）
声 - 麦人
ラブの母方の祖父で手作りにこだわる畳職人。ラブの瞳の色は祖父譲り。
「源さん」という愛称で、商店街の人々に慕われていた。
ラブのベッドに敷かれた畳は源吉が作ったもの。
ラブが4歳の時に死去しており、作中では第28話のラブの思い出の世界で登場。元の世界に帰りたがらないラブに対して「おまえがわしの孫として生まれたことだけで十分嬉しい」と述べ、さらに「おまえにはやるべきことがある」と諭しラブを元の世界へ帰る決意をさせる。最後に現在のラブを温かく見送る。
「愛情をもって、なにかを成し遂げる子になってほしい」という想いを込めて孫に「ラブ」と名付けた。なぜ英語にしたのかは、「ラブの方が広い世界に通用する」との考えからである。

#### 蒼乃家
蒼乃 レミ（あおの レミ）
声 - 雨蘭咲木子
美希と和希の母親。夫と離婚し美容師をしながら美希と2人暮らししている。離婚の理由については作中では言及されていない。その昔は人気アイドルだったため今でも芸能界に人脈がある。
少々子供っぽく自由奔放な所もあるが子供に対する愛情は深く、夫に引き取られた和希とも仲がいい。
美容師として大会にも出場しており腕も確かだが、時には暴走して奇抜な髪形にチャレンジしラブが犠牲になることも。
第45話では娘たちがプリキュアだと判明した際自分の店に圭太郎、あゆみ、正、尚子を呼び、娘たちを行かせるべきか話し合った。その間に娘たちに密かに黙って行かれそうになるが、最終的には戦闘に向かう娘たちを許すことにし娘たちを見送った。
一条 克彦（いちじょう かつひこ）
美希の父親。職業は音楽プロデューサー。名前は小説版で付けられた。
作中には登場しなかったものの、第9話で和希を通して美希にモデルのオーディションの話を持ってくる形で、その存在が言及されている。
小説版では美希にモデルになるためにパリに行く話を持ち掛けてきたが、それが結果的に母親より父親を取ることになるのではないかと美希を悩ませてしまう。しかし結果的には美希とともにパリに行くことになり、和希が再びレミと暮らすことになった。
一条 和希（いちじょう かずき）
声 - KENN
美希の弟で13歳の中学1年生。将来の夢は医者。
両親が離婚した際父親に引き取られたため美希とは姓が違うが、別れて暮らしてからも姉との仲は良好で度々会って遊んでいる。このため、当初はラブや祈里にも美希の彼氏と間違われていた。
「完璧」を心掛ける姉を尊敬している。病弱なため美希に心配されている。幼い頃はラブたちとも遊んでおり、「泣き虫カズちゃん」と呼ばれていた。
第45話でレミに黙ってラビリンスに向かおうとした美希と鉢合わせしたが、姉の事情を汲み取り制止もせず微笑んで送りだした。

#### 山吹家
山吹 正（やまぶき ただし）
声 - 木村雅史
祈里の父親。恰幅がよく、おおらかな性格。腕のいい獣医師で、皆から慕われている。ラブの父・圭太郎のペット用かつらの製作にも積極的に関わっている。
山吹 尚子（やまぶき なおこ）
声 - 根谷美智子
祈里の母親。夫の動物病院で働いている。愛らしい顔立ちで、娘に引き継がれたと思わせる穏やかな物腰を示している。

### クローバータウンストリート
四つ葉町の商店街。かつては「四つ葉町商店街」という名称だったが、現在の名称に変更された（アーケードの看板には旧名称が併記されている場合もある）。ラブたち3人の住居はここに存在する。
ラブの祖父が生前畳屋を経営していたため、桃園家もこの商店街に並んでいる。

#### 主要人物
ミユキ
声 - 飯塚雅弓
ラブが憧れている女性。レイカ（声 - 世戸さおり）とナナ（声 - 一色まゆ）をメンバーとするダンスユニット「トリニティ」のリーダー。17歳で大輔の実姉だが、「知念ミユキ」が本名かはまでは作中では言及されていない。
第1話でナケワメーケに襲われた時、プリキュアに変身したラブに助けられたのが縁で（プリキュアがラブだと知らないまま）ラブたちにダンスを教えることになる。ラブたちの夢に対して真摯に接しており、厳しい態度を取ることもあるがそれは3人のことを思ってのことである。
第21話でナキサケーベに襲われた際にラブたちがプリキュアに変身するところを目のあたりにし、初めて正体を知る人物となる。
ラブ達3人やタルトに4人目のプリキュアではないかと思われていたが、続く第22話でトリニティのリーダーとしての責任感から自身がプリキュアになることは即座に断っている。しかし、代わりにプリキュアとしてのラブたちにも助力するようになる。
小説版ではレイカやナナと反りが合わなくなったのを発端としてトリニティを解散させようと考えてしまい、フシアワーセの素体第一号になってしまう。
カオルちゃん
声 - 前田健
ラブたちがダンスの練習をする公園で、「KAORU'S Doughnut Cafe」と書かれたワゴン車でドーナツを売っている男性。本名は橘 薫（たちばな かおる）。
販売している穴の形がハート型のドーナツが評判で、ラブたちやミユキが常連として通っているほか、ウエスターたち三幹部も好んでいる。
サングラスをかけて髭を生やしている強面だが陽気な性格で、ラブたちが落ち込んでいたりするとさりげなく励ます。「グハッ」と笑う癖がある。
ドーナツ作りについてはこだわりを持ち、出来具合に少しでも納得できないと不良品と見なしている。「細かいことは気にしない」性質で、動いて話すタルトやシフォンのことも気にもせず接し、タルトを「タルやん」と呼び、また「兄弟」とも呼び合う仲になる。ラブ、美希、祈里の悩みを聞いてあげたり、手助けをすることがある。
最終決戦前、タルトに餞別として渡したドーナツがラビリンスを変える重要な役割を果たすことになった。
本気を出すと常人離れした身体能力を見せ、第29話でナケワメーケの急所に強烈なキックを披露した。小説版でもアズキーナがバイクでさらわれた際、バイクに轢かれそうになりながらバイクに小型発信器を取り付けるという技を見せている。
年齢やプライベートには謎が多く、何らかの組織に所属していた過去があり、その組織の仲間にジュリアーノ（声 - 平松晶子）がいる。「カオル」はその頃のコードネームで、「ジェンマ」と呼ばれていた時期もある。
手術や宇宙飛行士などを依頼され引き受けるなど、人脈もかなり広く、その経歴には謎が多い。小説版では交通規制が敷かれた場所で身分証を見せた途端、警察官に敬礼されて通行を許される描写がある。

#### 三色だんご
プリキュアが好きな四つ葉中学校の3人組。「三色だんご」は第44話にて、大輔たちがラブたちとより仲よくなることを目的として作った ダンスユニット。
クローバーとともにミユキの元で練習を積み出場するが、結果は予選敗退となる。
知念 大輔（ちねん だいすけ）
声 - 新垣樽助
ラブのクラスメイトでミユキの実弟。14歳。
ラブに対して好意を寄せているが、それを隠すために余計な一言を交えてはラブと口喧嘩することも多く、なかなか思いを伝えられないでいるが他者からその好意は周知の事実となっている。
意地っ張りで面倒なことは嫌う性質だが、ラブのことを心配することもあり彼女のために身体を張ることもある。
雷が苦手で、それを少なからず気にしている。何度も自分を救ってくれたキュアピーチに憧れ、当初はラブと同一人物と知らずに信頼していた。
姉が関係しているテレビ局なら顔パスできる。第11話でミユキの弟と判明した際はラブに驚愕された。
運動神経は良いため、姉の影響からダンスも人並み以上に踊れて水泳も上手。沖縄県出身で、現地のことについても詳しい。野球で投手をやっており、裕喜とバッテリーを組んでいる。
最終決戦直前、キュアピーチに話す形でラブに想いを知られる事となる。ラブがキュアピーチだと知った際は驚愕し、改めて返事を聞くも返事は明るくはぐらかされる形となった。
沢 裕喜（さわ ゆうき）
声 - 植田真介
坊主頭が特徴。美希のことが好きで、彼女に彼氏がいるという勘違いをしてもその思いは捨てておらず美希に100回もの熱烈なアタックを繰り返しているが全く相手にされていない。
野球で捕手をやっており、大輔とバッテリーを組んでいる。
プリキュアの中ではキュアベリーがお気に入り。
御子柴 健人（みこしば けんと）
声 - 豊永利行
御子柴財閥の御曹司。長身で眼鏡をかけており、敬語で話す。穏やかな性格で少々怖がりだが、芯の強さを持ち合わせている。
家は最先端の機能を有した豪邸で、地下のトレーニングルームをトリニティにも貸し出している。そのことを同級生のラブも知らなかった。
祈里に好意を抱いており、自分が責任者を務める御子柴財閥主催の船上パーティに祈里を招待し、その時は責任者らしく祈里を守ろうとしたが、結果的にキュアパイン（=祈里）に助けられていた。
プリキュアの中ではキュアパインとキュアパッションがお気に入り。

### ゲストキャラクター
タケシ
声 - 菊池こころ
第3話に登場。ラッキーという犬を飼っている少年で祈里と遊ぶことも多い。ラッキーは第2話でも登場し、その時は山吹動物病院に入院していたが第3話で退院する。同話で祈里と遊んでいたところ、イースによってラッキーをナケワメーケにされ自身も突き飛ばされたため彼女にトラウマを持っている。
その後、第25話で再登場する。四つ葉町公園でせつなと出会う。タケシは彼女がイースだったとは当然知らずに話すが、ラッキーは微かにせつながイースだと認識したようで初めはうなったが暫くしたらじゃれるようになった。せつなにフリスビー遊びに参加してと誘うが、彼女はその時のことを思い出し一緒に遊ぶのを躊躇う。しかし彼の熱意に押されて参加し、初めは緊張していたがすっかり意気投合する。
翌日も会う約束をし公園に来た所をサウラーと対峙する。そこで彼が出したイースを模した影のナケワメーケとの戦いとなり、ラッキーが影の居場所を臭いで嗅ぎわけるという活躍を見せ勝利に導く。戦闘後タケシは自分のために果敢に戦ってくれたキュアパッションにお礼を言い、彼女も傷つけた彼から感謝の言葉を貰い、さらにイースとの決別にも導いてくれたことに感謝して涙を流しながらお礼を返す。その後せつなとの特訓で編み出した技の名前に彼女にちなんで「パッションキャッチ」と名付ける。それを聞いたせつなは赤面し、さらにラブたちからもからかわれたが不思議そうな顔をしていた。
千香（ちか）
声 - 天野由梨
第18話に登場。和希が貧血で病院に運ばれた際に出会った入院中の少女。ブルンで熊の着ぐるみを着ていたシフォンを気に入ってしまい、返すのを嫌がりラブたちが話し相手になる。
彼女はプリキュアの大ファンで、ピーチたちの写真をスクラップするほど。さらにプリキュア達あてに手紙を書いて母親（声 - 茂呂田かおる）に渡す。しかし母親からどこへ届けたらいいか途方に暮れている話を聞き、さらに彼女には手術を控えていることも聞く。それを聞いたラブが自分はプリキュアの友達と名乗り、プリクラを貼った色紙を贈ろうと提案し2人も同意する。早速変身し、タルトを見張りに置きプリクラを撮って色紙を完成させる。
翌日病院へ向かう矢先、プリキュアの特集記事を見て「プリキュアを倒せば、子供たちの不幸でゲージがたまる」と丸一日費やして考えたウエスターが電波ジャックして来るよう挑発する。最初は届けなくてはという焦りから苦戦したが、千香や子供たちに笑顔を見せるため奮起してナケワメーケを撃破する。手術前に色紙は渡せなかったが、外から千香を見つけ彼女も気付き笑顔を返す。別の日、ラブたちが手術を終えた千香に会いに行きプレゼントを貰った。帰る時シフォンが宙に浮いて喋ったが驚かず別れの挨拶をする。色紙は病室に飾られていた。
また、病院で検査の時、泣いてしまった千香を見たシフォンが夜中に病院に現れ、超能力で彼女とぬいぐるみ達を宙に浮かしたり励ましたりして手術の怖さを和ませる場面がある。
オードリー
声 - オードリー（春日俊彰、若林正恭）
第27話に登場したお笑い芸人。タルトが大ファンであり、彼が喋っても全く動じていない。トリニティ共々お祭りの特別ゲストとして招かれ、その際にプリキュアの4人とはぐれてしまったタルトに出会う。その後、ナケワメーケが登場しても「出番はまだ終わっていない」と告げてプリキュアと共にナケワメーケに立ち向かい、ナケワメーケの攻撃でプリキュアがお面を付けられてピンチになった際には若林がツッコミ攻撃でお面を外したり、飛ばしてくる他のお面も撃ち落とすという離れ業を発揮し、次に春日が持ちネタの「鬼瓦」でナケワメーケの気をそらせるという活躍を見せる。その後はプリキュアの正体を知ったためにラブ達からその事を内緒にするように頼まれ、彼女達の事情を汲んで正体を秘密にする約束をした。
ジェフリー王子
声 - 渡辺久美子
第29話に登場。メクルメク王国の王子。
両親（声 - 小山力也、今井由香）に愛されていないと思い、来日した際に家宝「ポセイドンの冷や汗」を持って行方不明になってしまう。そこでカオルちゃんとジュリアーノに捜索依頼が届くが、たまたまラブ達に見つけられ彼女達とハンバーガーを食べて笑顔になる。その際「笑顔を見ているとこっちも幸せになる」とラブ達に言われる。
ラブ達に王子だと気づかれた時、家出した訳を話すが、せつなに「必要とされない人間はいない」と諭される。しかしそこでポセイドンの冷や汗を狙う「ゲットマウス」に見つかり、さらわれそうになるがカオルちゃんに救われた。その後、宝石がナケワメーケにされ、元に戻った際に宝石が割れてしまい泣いて謝るが、父親からの言葉で改めて両親の愛を感じ笑顔になる。
ゴードン
声 - 中村秀利
第29話に登場。メクルメク王国に仕えている執事だが、その正体は王国の家宝「ポセイドンの冷や汗」を狙う悪の組織「ゲットマウス」のボス。
警察が来るまで時間がかかるということをカオルちゃんから聞き出した際に本性を現し、カオルちゃんを気絶させる。しかし、思いの外カオルちゃんが早く目覚め、家宝もナケワメーケにされたためジェフリー王子をさらうことに計画を変更。そして、王子を捕らえてヘリコプターで逃げようとした際、カオルちゃん特製のタバスコ&マスタード味のドーナツを食べさせられ、あまりの辛さに王子を手放してしまい、その後警察に逮捕される。
アニマル吉田
声 - 菊池正美
第30話に登場。ペット番組『探偵ペットスクープ』の司会者だが、番組の視聴率低下に悩んでいた。
山吹動物病院で愛犬のマロンの怪我を治療してもらっていた。ところが、たまたま腹痛で病院で診察していたタルトにへそがないことに気づいた正たちの話を一部始終聞いてしまい、「へそのないフェレット」としてタルトを追いかけるようになる。しかし、ラブや親たちが頑なにタルトを渡さないと言っても「特番に取り上げたい」と食い下がる。だが、ナケワメーケにマロンをさらわれた時「家族としてのペットの大切さ」を認識し、タルトに謝罪した上で番組の再出発を決める。
これで一件落着かと思いきや、事件の発端となったタルトが腹痛になった原因をラブが問いただす。そして、「大きなアイスを一人で食べたこと」が原因と判明し、タルトはラブとせつなに詰め寄られる羽目となる。
小説版では再び番組の視聴率低下に悩み、「喋るシマリスのようなもの」としてアズキーナを捕らえてバイクで逃走するが、アズキーナに腕を噛まれて交通事故を起こして病院に搬送される。入院中にはタルトを追いかけた一件を思い出し、過ちを再び繰り返したことを悔やんだ際にフシアワーセの素体にされてしまったが、元に戻ると同時に怪我も治っている。

### 小説版のキャラクター
魔フィスト（まふぃすと）
テレビシリーズ最終回の後日談にあたる『小説 フレッシュプリキュア!』にて登場。ラブたちの街に突如として出現した新たな敵。
黒い霧のような身体に黒色のマントを身につけた男性怪人であり、赤色の瞳をした素顔はフードで覆っている。
狡猾かつ邪悪な性格であり、悪事を行うことに躊躇いなどは一切持たず、敵対する者には容赦しないほか、慎重な一面をもつ。
人間の心が衰弱しているのかがわかる特殊能力を持ち、悩みを抱えたり心に傷がある人間の前に出現しては、言葉巧みにその人間の心を利用して怪物「フシアワーセ」を生みだし、その怪物を使役して破壊活動を強行している。
その正体は、ラブとせつなの学校の担任教師である「工藤愛美」の心の闇から生まれた存在であり、工藤愛美の闇の部分といえる存在でもあるが、魔フィストの人格は愛美から完全に独立しており、精神的には魔フィストと愛美はそれぞれ別々の存在ともいえる。
許嫁の男性から一方的に婚約を放棄されて悲しみに暮れた愛美のところへ、追い打ちをかけるように幼馴染である「風間健太郎」が心を鬼にして取った言動・行動が原因で、愛美は他人の幸福を妬むほどにまで変貌し、その愛美の心の闇から「魔フィスト」が生まれた経緯をもつ。
宿主の愛美とは一心同体であるため、魔フィストが活動する間は愛美の意識は消滅するが、逆に愛美が活動する間は魔フィストは実体を得ることが不可能になる。また、魔フィストが負傷すると愛美も負傷する性質をもつ。
上記の事情から、愛美から心身ともに完全に独立した存在になるため、フシアワーセの力で人間から発生する不幸のエネルギーを吸収することで完全な存在になることを目論む。
物語中盤にて、自分の中に魔フィストという悪者がいることに耐えられなかった愛美が病院に搬送されて入院していた際、彼女に「自分が幸せになるには自分以外の者を不幸にすればいい」と洗脳したことで愛美の身体を完全に乗っ取ることに成功する。そして、病院の関係者を次々とフシアワーセにすることで不幸のエネルギーを吸収し続けた末、「大魔フィスト」と称する最終形態へと進化を果たす。
物語終盤にて、「キュアエンジェル」状態になったプリキュアたちと直接対決になり、その強大な不幸の力で彼女たちを圧倒してキュアピーチを体内に吸収する。しかし、キュアピーチを除く3人のプリキュアの必殺技である「プリキュア・ラビングトゥルーハート・フレッシュ」を受けて浄化され、さらには愛美に健太郎の想いが届いたことで彼女のこころの闇が癒されたことを受け、遂には存在すること自体が困難になり、「不幸な人間がいるかぎりいつか復活する」というセリフを吐きながら、断末魔を挙げて消滅した。 
大魔フィスト（だいまふぃすと）
魔フィストが不幸のエネルギーを吸収し続けて強化した姿と名。巨大な口をもつ怪物へと変貌している。
口の中は巨大なブラックホールのような漆黒の闇が広がっており、その口で人間たちを吸収することが可能で、異空間にもなっている体内に人間を取りこみ、そこで黒い霧を発生させて彼らを覆い尽くしていく。
プリキュアたちの技をすべて通用しないほどの強大なエネルギーを持ち、「キュアエンジェル」状態のプリキュアたちをも苦戦させるほどの強さを誇る。
フシアワーセ
『小説 フレッシュプリキュア!』にて登場。魔フィストが不幸のエネルギーを収集するために使役する怪物。
魔フィストが心に闇を抱えている人間たちを言葉巧みに洗脳し、対象となる人間が「幸せなんかいらない」というかけ声とともに魔フィストが口から放つ黒い霧を対象者に吹きかけることで誕生する。
プリキュアたちの浄化技でなければ浄化することはできない存在であり、フシアワーセの素体となった人間の個性に合わせた外見や能力をもつほか、人間の心の闇が深ければ深いほど強力な個体になる特徴をもつ。
フシアワーセにされた人間は自身が怪物になっている際の記憶が残らない。また、フシアワーセは浄化されると「しゅわしゅわ〜」といって消滅する。
フシアワーセという名は、発する鳴き声からラブたちが名づけた名であり、正式な名称については作中では言及されていない。

## プリキュアの設定
本作品におけるプリキュアは「スウィーツ王国に伝わる伝説の戦士」という位置付けであり、「世界に危機が迫ったとき、プリキュアの森で祈りを捧げればプリキュアが蘇る」とされている。ティラミス（長老）の呼びかけによってピックルンが解き放たれ、それぞれ選ばれた人間に力を与えた。初期メンバーは3人で、物語中盤からは新たなプリキュアが加入し4人体制となるが、追加メンバーが「敵側の少女が改心して覚醒する」「正式なプリキュアとして当初より扱われる」など、前作までとは一線を画したものとなっている。
変身時の掛け声は4人とも「チェインジ・プリキュア ビートアップ！」であり、それぞれ単独で変身可能となっている。名乗りの掛け声も共通してセリフの前半（例：ピーチだと「ピンクの…しるし！」）は手でハートを作り、その後手を叩いて残りのセリフ（「もぎたて…キュアピーチ！」）を言ってポーズをとる。最後に全員で「レッツ！ プリキュア！」と揃ってポーズをとる。パッションを除く3人の必殺技発動の掛け声は「悪いの悪いの飛んでいけ！」。初変身時の決めポーズや決めセリフは前作までと同様、無意識に行っている演出がなされている。
変身終了後の立ち位置は、向かって左から第2話と第10話がベリーとピーチ、初期メンバーが揃った第3話からベリー・ピーチ・パインとなり、パッションは第25話からベリーとピーチの間に立つ。
変身の際は一度髪を縛っていたものやパーマなどが解けて自然体になり、変身後はそれぞれ髪型や髪の長さが大きく変わる他、本作品では髪の色も大きく変わるようになり、変身後のコスチュームにネックバンドも装着されるようになった。本作品の戦闘コスチュームは他のシリーズと違い胸元に大きなリボンが無く、代わりに左胸の部分にピルン・ブルン・キルン・アカルンの色に分けられたクローバーの形をしたエンブレムがあしらわれている。このエンブレムは、キュアエンジェルに変身すると、プリキュアを応援する人々の心を表す白い葉が加わり四つ葉から五つ葉に変わる。また、各々イメージカラーと同色のハート型のイヤリングをつけている。
各々が使用する必殺技はラビリンスを生み出す怪物などを浄化する力を持っている。従来のシリーズ通り常人を遥かに超える身体能力をもって敵と戦う。一方で従来のシリーズとは異なり戦闘で生じた周囲への被害は修復されない。
タルトによると「そういう決まり」でプリキュアの正体がラブたちであることは周囲に明かしてはならないと決められているが、プリキュアの存在についてはマスコミを通じて、「街の幸せを守る正義のヒロイン」として雑誌でも特集を組まれるほど四つ葉町の住人に広く知られている。テレビ局内で事件が起きた際には入口の警備員も彼女達の力を信じ、無条件で入館を許可したこともあった。作中では数名に正体が露見しているがそれによって何かしらペナルティが起こるということはなく、ラビリンスに乗り込む直前の第45話で町の皆にその正体を明かしている。

### キュアピーチ
桃園ラブが変身する1人目のプリキュア。ピルンの「愛」の力で覚醒した愛の戦士。イメージカラーは桃色で、登場の名乗りは「ピンクのハートは愛あるしるし！ もぎたてフレッシュ キュアピーチ！」。モチーフは桃。
第1話でトリニティのイベントでミユキと共にナケワメーケに襲われピンチに陥っていたが、出現したリンクルンで変身しナケワメーケを撃破し事なきを得る。第2話でタルトからプリキュアになった経緯や任務などの説明を受ける。
髪はピンク色のヘアゴムで縛った茶色のウェーブしたツインテールから、ピンク色のハートの飾りがついた紐で結った薄いレモン色の長いツインテールになる。ピンクを基調としたコスチュームはスカート下のフリルのペチコートを幾重にも重ねている。リボンのついたリストバンドを両手首につけていて、腰には前側に小さなリボンを2つ、後ろ側に大きなリボンを1つ付けている。膝まであるロングブーツを履いている。
戦闘では率先して前に出ることが多く突破口となることもある。データ上ではパンチ力に長けている。第8話で最初にキュアスティックが覚醒する。
必殺技
プリキュア・ラブサンシャイン
手をハートの形にして、桃色の光線を放つ技。
プリキュア・ラブサンシャイン・フレッシュ
第8話で習得。「届け！ 愛のメロディ！」という掛け声とともに取り出したキュアスティック・ピーチロッドから放たれる強力な必殺技。ピーチロッドの先端が描き出す桃色のハート型のエネルギー光弾を撃ち飛ばして、敵にぶつけると包み込んで浄化する。

### キュアベリー
蒼乃美希が変身する2人目のプリキュア。ブルンの「希望」の力で覚醒した希望の戦士。イメージカラーは青で、登場の名乗りは「ブルーのハートは希望のしるし！ つみたてフレッシュ キュアベリー！」。モチーフはブルーベリー。
第2話で和希とともに遊びに出かけた時にナケワメーケに襲われピンチに陥っていたが、出現したリンクルンで変身し和希を助ける。その後、ナケワメーケとの戦いに向かう。そこでラブも合流してピーチに変身しベリーに加勢する。ラブ同様、第3話でタルトからプリキュアになった経緯や任務などの説明を受ける。
髪は青紫色のロングヘアーからロールした薄紫色のサイドテールに変化し、カチューシャは左側に青色のハートの飾りがついたものに変わる。青を基調としたヘソ出し仕様のコスチュームで、4人の中で右腰の長いリボンと黒いニーソックスを着用している。リストバンドの形状はピーチとほぼ同じ。ピーチと似たロングブーツを履いている。
データ上ではキック力に長けており、戦闘では蹴り技をよく使っている。キュアスティックの覚醒が最も遅く、それに悩んだり焦っていた時もあったが第17話で覚醒する。また、ベリーソードを囮に使って敵を惑わすなど知的な戦いを行ったこともある。
必殺技
プリキュア・エスポワールシャワー
手をスペードの形にして、青い光線を放つ技。
プリキュア・エスポワールシャワー・フレッシュ
第17話で習得。「響け！ 希望のリズム！」という掛け声とともに取り出したキュアスティック・ベリーソードから放たれる強力な必殺技。ベリーソードの先端が描き出す青いスペード型のエネルギー光弾を撃ち飛ばして、敵にぶつけると包み込んで浄化する。

### キュアパイン
山吹祈里が変身する3人目のプリキュア。キルンの「祈り」の力で覚醒した祈りの戦士。イメージカラーは黄色で、登場の掛け声は「イエローハートは祈りのしるし！ とれたてフレッシュ キュアパイン！」。モチーフはパイナップル。
第3話でタケシおよびラッキーと一緒に川原で遊んでいたところイースが現れ、ラッキーがナケワメーケにされてしまう。その際タケシとラッキーを助けるべく出現したリンクルンで変身する。その後、プリキュアに変身していたピーチとベリーがラブと美希だと知り驚くがすぐさま加勢する。2人同様、第4話でタルトからプリキュアになった経緯や任務などの説明を受ける。ちなみに、初期メンバーの3人は誰かのピンチに出くわして覚醒するきっかけを得ている。
髪はセミショートの茶髪から明るい山吹色のウェーブがかかったセミショートになり、右側の黄色のリボンは同色のハートの飾りがついた橙色のリボンに変わる。髪の長さは他の3人と比較して変身前とあまり変化しない。黄色と橙色を基調としたコスチュームはピーチとほぼ同じデザインだが、それよりも全体的にボリュームがあり丸みを帯びたものになっている。リストバンドはピーチやベリーとは違いふんわりとした丸い形状をしていて、イヤリングやブーツの形状も他の3人とは若干違う形状をしている。また、他の3人に見られる腰のリボンが付いていない。
単体での戦闘は比較的敵に圧倒されがちで、攻撃シーンも他のプリキュアなどとの合体・連携攻撃が多い。また、動物に取り付いたナケワメーケなどを浄化したり、人質を救出したりするシーンなどがよく見受けられる。
データ上では持久力に長けている。第13話でピーチに次いで2番目にキュアスティックが覚醒する。
第10話ではタルトが祈里と入れ替わっていたためタルトが変身して戦い、タルトになった祈里もそこに居合わせている。
必殺技
プリキュア・ヒーリングプレアー
手をダイヤの形にして、黄色い光線を放つ技。
プリキュア・ヒーリングプレアー・フレッシュ
第13話で習得。「癒せ！ 祈りのハーモニー！」という掛け声とともに取り出したキュアスティック・パインフルートから放たれる強力な必殺技。パインフルートの先端が描き出す黄色いダイヤ型のエネルギー光弾を撃ち飛ばして、敵にぶつけると包み込んで浄化する。

### キュアパッション
東せつな（元イース）が変身する4人目のプリキュア。アカルンの「幸せ」の力で覚醒した幸せの戦士。イメージカラーは赤で、登場の掛け声は「真っ赤なハートは幸せの証！ 熟れたてフレッシュ キュアパッション！」。モチーフはパッションフルーツ。
プリキュアシリーズ初の「キュア」を冠した追加メンバーであり、また元敵幹部の少女が覚醒したプリキュアでもある。
第22話でピーチとの一騎討ちに臨み、その後彼女と和解し友情を築こうとしたがラビリンスの策略により絶命してしまう。しかし死を迎えたことで邪心が振り払われ、ラブたちを欺く姿であったせつなを本来の姿としてアカルンの力によって転生を果たす。その後3人から仲間加入を誘われるがラビリンスからの離反や自分が犯した罪に苛まれ、プリキュアとして戦うことや仲間になることを躊躇っていた。だがラブたちの友情のあたたかさを感じ、そして「自分の罪を償いたい！」という思いが芽生え3人と一緒に戦うことを決める。
髪色は暗い青紫色から淡いピンク色と著しく変化し、髪型もセミロングからボリュームのあるロングヘアーになる。側頭部に白い羽飾りがついた赤いハートの飾りと赤いダイヤの飾りがついたカチューシャをつけている。赤と黒を基調としたコスチュームで長いアームカバーやタイツの着用など初期メンバー3人と大幅に異なる。そのため肌の露出が3人と比べると極端に少なく、露にしているのは手と上腕二頭筋（二の腕）だけである。また靴も3人と異なりハイヒールのショートブーツを履いている。メンバーで唯一アシンメトリーのコスチュームであり、またコスチュームのモチーフは甲冑である。
データ上では瞬発力に長けている。映画ではアカルンの能力をフル活用して連続テレポートを行い、敵を錯乱させ勝利に導いている。
必殺技の掛け声が3人と異なり、BGMも専用の物が用意されている（主に単独で使用する時のみ）。
前略の経緯などから異色のプリキュアとして紹介されることもある。
必殺技
プリキュア・ハピネス・ハリケーン
「歌え！ 幸せのラプソディ！ パッションハープ！」という掛け声でパッションハープを呼び出し、エンブレムから取り出したハート型のダイヤモンドを装着。このダイヤモンドは赤く点滅する。弦を弾いた後「吹き荒れよ！ 幸せの嵐！」という掛け声で構え、技名の呼称とともにハープを高く掲げて高速回転し、無数の赤い光のハート型エネルギー体と白い羽根が舞う激しい旋風で敵を包み込み浄化する。また旋風には異次元の世界との間の壁を破壊する力も備わっている。第47話では赤いハート型のエネルギー光弾を生成して攻撃している。

### 合体技
プリキュア・キック
空中から繰り出す強力な飛び蹴り。人数によって「ダブル・プリキュア・キック」「トリプル・プリキュア・キック」「プリキュア・クアドラプル・キック」と技の呼称が変わる。「プリキュア・コンビネーション・キック」は、4人で少し時間差をつけつつ飛び蹴りを食らわせる技。2人で放つ「ダブル・プリキュア・パンチ」、4人で放つ「プリキュア・クアドラプル・パンチ」もある。
プリキュア・トリプル・フレッシュ
第7話・第8話で使用された初期メンバー3人の合体必殺技。プリキュア・ラブサンシャイン、プリキュア・エスポワールシャワー、プリキュア・ヒーリングプレアーを一斉に放つ技。劇中でこの技の名前は呼称されず、名称は『プリキュアオールスターズDX』からのものである。なお、同映画では専用の必殺技シーンが存在する。
ラッキークローバー・グランドフィナーレ
第37話から使用される4人の合体必殺技。ピーチの「クローバーボックスよ、私達に力を貸して！」という呼びかけに応じ、クローバーボックスから放出された光がリンクルンに力をもたらす。そして、ピーチの「プリキュア・フォーメーション・レディーゴー！」という掛け声とともに4人で走り始める。まずパッションが「ハピネスリーフ」をセットし、順番にパインが「プレアーリーフ」、ベリーが「エスポワールリーフ」、そしてピーチが「ラブリーリーフ」をパスしながら生み出していき、プリキュアのシンボルでもある「四つ葉のクローバーマーク」を完成させる。そしてマークの中心部で巨大な水晶に敵を閉じ込め浄化する。強力な必殺技で、ソレワターセをも倒す威力を持つが、第48話ではノーザ・クラインに、映画ではトイマジンに破られている。なお、リーフをパスされた際は「プラスワン!」という掛け声が間に入る。また、投げる直前には、自分の前にいるプリキュアの名前を呼んでパスする。

### キュアエンジェル
4人がラビリンスの人達の思いを受けてパワーアップした姿。タルト曰く「伝説にもない奇跡のプリキュア」。全員背中に大きな翼が生え飛行・浮遊が可能になる他、それぞれコスチュームも変化する。また、ピックルン達も全員純白に変わる。
登場の掛け声は「ホワイトハートはみんなの心！ 羽ばたけフレッシュ キュアエンジェル！」。胸にある四つ葉のクローバーのエンブレムに白い葉が追加され、五つ葉になっている。ハート型のバリアを生み出すことが可能。
この形態は映画でも登場しているが「変身するのがピーチのみ」であることなども含め、テレビシリーズとは若干設定が異なっている。この「映画に登場した形態がテレビシリーズにも登場する」という展開は、その後の『スイートプリキュア♪』や『スマイルプリキュア!』にも受け継がれている。
エンジェルピーチ（キュアエンジェルピーチ）
最もコスチュームの変化が大きく、他のプリキュアに比べ通常時との共通部が少ない。色の基調もマゼンタカラーから薄桃色になり、全体的に清楚で落ち着いた印象になる。背中の翼は最大まで広げた場合4人の中で最も大きくなる。
エンジェルベリー（キュアエンジェルベリー）
スカートにフリルが追加され、袖が大きくなった。背中の翼はシャープな形状となっている。
エンジェルパイン（キュアエンジェルパイン）
スカートにフリルが追加され、リストバンドと頭のリボンが一回り大きくなったのが特徴。 翼は多少丸みを帯びている。
エンジェルパッション（キュアエンジェルパッション）
腰のリボンとスカート部分が長くなり、アームバンドが若干短くなったほか、脚のタイツがガータータイツに変化、それに伴い大腿部が露出するようになった。背中の翼はエンジェルピーチの翼とよく似ているが一回り程度小さい。
必殺技
プリキュア・ハピネス・ハリケーン
従来のパッションと同様のもの。作中ではパッションがメビウスを説得するために使用。

共通必殺技
プリキュア・ラビング・トゥルー・ハート
「想いよ届け！」という掛け声で、空に巨大なハート型オーラを作り出し、手から白い光を放つ。この技でノーザ・クラインを撃破する。
プリキュア・ラビング・トゥルー・ハート・フレッシュ
上記の技の強化版で、タルト・アズキーナ・ウエスター・サウラーらの思いも込められたもの。シフォンをインフィニティの覚醒から正気に戻し救出した。

### 関連アイテム
各プリキュアが変身や攻撃など、様々な能力を発揮するためのアイテム。いずれのアイテムもラビリンス幹部をはじめとする邪心を持つ者が触れようとすると、光を発すると同時に拒絶されて触れることが出来ない。
ピックルン
スウィーツ王国のプリキュアの森に封印されていた、プリキュアの力の源である鍵型の妖精。第1話でティラミスの祈りで封印が解かれ出現する。ハート型のヘッド部が顔でブレード部が胴体にあたる。それぞれが一人一人のプリキュアに対応しており、選ばれた人間の側に近づき彼女たちの強い心に反応してプリキュアになる力を与える。「キー！」という鳴き声を発するが基本的には人語を話せない。ただし精神世界においては人語を話すシーンも存在する。ピックルンの覚醒はシフォンの成長にも影響を及ぼす。各々、瞳や口が微妙に異なる。ピックルンは後述するキュアスティックの出現に必要不可欠である。
なお、声は各パートナーのプリキュアの声優が担当している。
ピルン
ラブのリンクルンに宿る桃色のピックルン。頭頂部のオーナメントがコック帽のような形状。シフォン用の食事である「キュアビタン」などを呼び出す能力を持つ。
ブルン
美希のリンクルンに宿る青色のピックルン。頭頂部のオーナメントが王冠のような形状。シフォンの洋服を出したり、プリキュアを着せ替えさせる力を持っている。
キルン
祈里のリンクルンに宿る黄色のピックルン。頭頂部のオーナメントがハート型で両サイドが猫耳のような形状。動物やシフォンの言葉を祈里に伝えることが出来る。
アカルン
せつなのリンクルンに宿る赤色のピックルン。頭頂部のオーナメントがリボン形状で背中に小さな羽を持つ。ピルンなどとは違い、シフォン用のアイテムを出したりすることはできないが、その代わりに瞬間移動の能力を持ち鏡世界やスウィーツ王国、ラビリンスを含めた並行世界（パラレルワールド）へのワープも可能。
イースが持っていたラビリンスの邪心が邪魔をして、本来ならプリキュアになるべきはずの彼女に近づくことができず最も長い期間放浪することになった。第14話ではラブたちと三幹部がアカルンの存在を知り、6人の間で争奪戦の展開になる。
リンクルン
ラブたちが持っていた携帯電話（せつなを除く）に、ピックルンが宿ったことで誕生した変身アイテム。普段は電子メールの送受信やプリキュア以外の仲間達との電話といった普通の携帯電話として使っている他、シフォンのお世話にも使う。四つ葉のクローバー型のキーホルダーやピックルンを差し込んで開き、ローラーを回すことで機能を使用する。また、変身後は自動的に腰に巻かれたリンクルンキャリーに収納される。なお、このリンクルンケースをチェーン切れなどで落としてしまうと、変身が強制解除される。ただしリンクルンが落ちてもケースがコスチュームから外れない限り変身が解けることはない。リンクルンケースを落とした後は、シフォンのみが自身の力でプリキュアに変身させることが出来る。
キュアスティック
プリキュアが強力な必殺技を使用するためのアイテム。ピックルンの力でリンクルンから呼び出される。キュアスティックのボタンを右側から順番に押すことで必殺技を発動する。先端に装着する水晶の色と形が異なるだけで3本とも外見は同じ。後述のパッションハープを含め浄化の際は反時計周りに武器を回す。各々のキュアスティックの出現には前述のピックルンが必要不可欠である。
ピーチロッド
第8話より登場する、キュアピーチが強力な必殺技を使用するためのアイテム。前端部に桃色のハート型水晶を装着する。取り出した後、顔の左側で構え左手の人差し指と中指を滑らせるようにボタンを押す。
ベリーソード
第17話より登場する、キュアベリーが強力な必殺技を使用するためのアイテム。前端部に青色のスペード型水晶を装着する。取り出した後、左腰で構え左手の人差し指と中指を滑らせるようにボタンを押す。
パインフルート
第13話より登場する、キュアパインが強力な必殺技を使用するためのアイテム。前端部に黄色の竪琴型水晶を装着する。上述の2つとは違いフルートを吹くように顔の前で構え、両手を使って一つずつボタンを押す。
パッションハープ
第24話より登場する、キュアパッションが強力な必殺技を使用するためのアイテム。ハープ型の武器でキュアスティックとは形状が大きく異なるが、使用方法や性質はほぼ同様。エンブレムからハート型の水晶を取り出し前端部に装着することで起動。竪琴の弦を指で弾いて奏でることで力を発揮する。最初からアカルンが覚醒している。右手で弦をはじくため、右手にキュアスティックを握る3人とは違い、パッションハープは左手に握っている。
玩具ではハート型水晶の部分をキュアスティックに装着させると、キュアパッションの音声が流れるギミックがある。
クローバーボックス
第32話より登場する、プリキュアに危機を知らせるオルゴール型のアイテム。商品化では「幸せのクローバーボックス」という名義で発売された。
ある夜、スウィーツ王国にあるシルコアマの森に落下した流星の中から赤ん坊のシフォン（インフィニティ）と共に発見され、以来長老によって管理されていたが、タルトたちが一時スウィーツ王国に帰郷した時に託される。
出現した怪物や仲間のピンチを投影する。またシフォンを守る力もあり、インフィニティとなったシフォンを正気に戻したり別の世界に行ってしまったインフィニティを呼び戻したり、ラビリンスが開発したインフィニティ探知レーダーを無効化することができる。ただし、4人の気持ちが合わないと蓋が開かなくなる。倒れそうになると自動的にバリアが発動し、正しい状態に戻る。後期の合体必殺技「ラッキークローバー・グランドフィナーレ」を発動させるキーでもあるが、手元に無くても技自体は発動出来る。

## 作中用語
四つ葉町（よつばちょう）
本作品の舞台となるラブたちが住む町。クローバータウンストリート（旧称:四つ葉町商店街）と呼ばれる商店街があり、ラブたちが余暇を満喫する遊び場でもある。美希の実家である美容室や、祈里の実家である動物病院もこの商店街にあり畳屋だったラブの実家もここに位置している。また、ユニット名の「クローバー」はラブ、美希、祈里の出身地であるこの町名（四つ葉のクローバー）にちなんでつけられている。
『ドキドキ!プリキュア』の「四葉財閥」とは全く関連性は無い。しかし、オールスターズ映画『NewStage3』では、ラブの夢の場面で「クローバー」が参加しているダンスコンテストの会場が、四葉財閥の関連企業の一つであるドーム球場「四葉ドーム」で行われているという、「四葉」つながりの場面が存在する。
四つ葉町公園（よつばちょうこうえん）
四つ葉町にある公園。野外ステージが設置されており、ここでカオルちゃんのドーナツ屋のワゴンが営業している。また、クローバーの練習場所にもなっている。
KAORU'S Doughnut Cafe（カオルズドーナツカフェ）
カオルちゃんが経営する移動ドーナツ屋。ラブ達やミユキの行きつけの店である。
オールスターズ映画では4回登場、『DX』ではEDで、ラブ・美希・祈里を初めとする全プリキュア（当時14名）が来店、『NewStage』では横浜の公園に出店、『NewStage2』では普段の場所で営業しており、ミユキが来店、『春のカーニバル♪』ではここでプリキュアと妖精たちが「ハルモニア」から届いた「春のカーニバル」の招待状を見ていた。また同作品では『ドキドキ!プリキュア』のメンバー4人が開いたお茶会の席上、この店のドーナツが出されている。
BEAUTY SALON（ビューティーサロン）
美希の母・レミが営むヘア・ネイルサロン。ラブ達はもちろん桃園夫妻や山吹夫妻も訪れることがある。
山吹動物病院（やまぶきどうぶつびょういん）
祈里の両親が営む動物病院。英字表記は「ANIMAL HOSPITAL」と名字の表記がない。祈里も助手などのお手伝いをしている。タルトもフェレットとしてお世話になったことがある。
四つ葉写真館（よつばしゃしんかん）
第28話に登場する商店街にある写真屋。商店街に店を構える家族の集合写真が飾られており、かつて畳屋だった桃園家の写真も飾られている。
桃園畳店（ももぞのたたみや）
ラブの祖父・源吉が営んでいた畳屋で、彼の死去により10年前（ラブが4歳の時）に廃業している。第28話のラブの思い出の世界で登場。
アミューズメントよつば
第14話でアカルンをさがしていたラブたちが、ツバメからの情報で赴いたゲームセンター。「プリズムキャッチャー」と呼ばれるクレーンゲーム内で寝ていたアカルンを発見し、ラブたちは獲得を試みるが失敗する。その後、素質がある人物（イース / せつな）を察知して目覚めたアカルンに逃げられる。
グリルクローバーヒル
第24話で桃園親子とせつなが夕食を取ったレストラン。同話でラビリンスからの離反とプリキュア覚醒に苦悩していたせつながラブに誘われ、そこで初めて経験した「暖かい食事」と桃園親子のやり取りに笑みをこぼした。
四つ葉中学校（よつばちゅうがっこう）
ラブが通う公立の中学校で、第31話からせつなも通うことになる。制服は男女ともピンク色のブレザーで、男子はグレーのスラックス、女子は濃いピンク色のスカートとなっている。また、男女とも黄色と緑色の縞柄のネクタイを締めている。
鳥越学園（とりごえがくえん）
美希が通う私立学校で、芸能学校として知られている。第35話で共学校と判明する。女子の制服は水色のセーラー服タイプのトップスと青色のスカートとなっており、群青色のリボンをつけている（夏服のときは付けない）。男子の制服は夏服のみ登場。
白詰草女子学院（しろつめぐさじょしがくいん）
祈里が通うミッション系の私立学校。第3話のみ祈里以外の生徒も登場する。制服は山吹色のブレザーと黒の正方形の柄が付いたこげ茶色のスカートになっており、深緑のリボンをつけている。
トリニティ
ミユキ、レイカ、ナナからなる3人組のダンスユニットで人気と実力を兼ね備えている。英字表記は「Trinity」。ダンス大会で優勝し、それがきっかけでスカウトされプロになった。ラブが自室にポスターを貼っているほどの大ファンで、特にミユキには強い憧れを持っている。
クローバーフェスティバル
第27話で開催された、四つ葉町の夏祭り。開催にあたってはトリニティとオードリーをゲストに迎える。またダンスと漫才のコンテストも同時に開催され、ラブたちの「クローバー」はダンスでエントリーしたが、なぜが漫才（ラブと祈里、美希とせつなでコンビを組む）をやる羽目になってしまい、惨敗という苦い結果に終わっている。
プリキュアの森（プリキュアのもり）
スウィーツ王国にある、ピックルンが封印されていたほこらがある森。
シルコアマの森（シルコアマのもり）
スウィーツ王国にある、シフォンとクローバーボックスが発見された森。魔人が封印されたお椀もここにある。タルトによると「和む森」らしいが、ラブたちが来た時は魔人の影響で荒廃していた。
占い館（うらないやかた）
四つ葉町郊外にある洋館で、三幹部たちがこの世界で活動する際のアジト。表向きには「占いの館」を名乗っており、一般人の客も受け入れている。この館は空間を越えた存在で、イースが正体を明かしたあとは異空間に隠蔽されてしまい通常の手段では辿り着けなくなる。後述の不幸のゲージが破壊された際に崩壊する。
不幸のゲージ（ふこうのゲージ）
「FUKO」と刻印された計量器がついたメスシリンダーのような円筒状の巨大な容器。占いの館に隠されている。不幸の液を溜めることができ、目盛が最大に溜まるとインフィニティが復活する。
不幸の液（ふこうのえき）
ラビリンス幹部たちがこの世界で集めているもの。幹部たちが怪物を使って人間たちに嘆きや悲しみを与えることにより、不幸のゲージに不幸の液が少しずつたまっていく。幹部自身の不幸でも液が出る。
ナキサケーベのカード
メビウスがイースに与えた4枚綴りのカード。三角形をしており涙を浮かべた一つ目の絵が描かれている。強大な力と代償に使用者が命に関わるほどの苦痛に耐えなくてはならず、さらに寿命が縮まるというリスクも伴う。
ソレワターセの実（ソレワターセのみ）
ノーザが育てている植物からなる果実。不幸の液を養分として育つ。この実からソレワターセが生まれる。
インフィニティ
シフォンの正体であり、ラビリンス総統メビウスが全パラレルワールドの支配に必要な無限のメモリー。ラビリンス幹部はこれを集めることが最大の目的である。
草笛（くさぶえ）
ソレワターセの実がなる植物の葉から作られた草笛。この笛を吹くことで強制的にシフォンをインフィニティに覚醒させることができる。
デリートホール
メビウスに用済みと判断された物や人物が消去される異空間（ブラックホール）。第46話でキュアベリーとサウラー、キュアパッションとウエスターが対決していたとき、メビウスに4人もろとも消去されそうになるが、ウエスターとサウラーがプリキュアたちを庇い自ら犠牲となり吸い込まれる。しかし、2人とも第48話でシフォンの力により生還を果たす。

## スタッフ
シリーズ開始から6年目を迎えたのを機に、プリキュアシリーズの生みの親である鷲尾天を初めとしたスタッフも一新されている。後に鷲尾はプロデューサー交代の理由として、「『プリキュア』というシリーズを続けるうえで一人の人間が居座り続けるのは良くないと思った」と語っている。
同様に、それまでプリキュアシリーズの音楽を一貫して担当してきた佐藤直紀に代わり、本作品では新たに高梨康治が音楽製作を担当している。梅澤プロデューサーの「今までのシリーズとは全く違うものにしたい」という意向と、ポスターに書かれていた本作品の変身時の掛け声である「ビートアップ」という言葉を見て「ビートアップならロックンロールでも良いだろう」と考えた高梨の判断により、劇伴は打ち込みとロック・サウンドが主体のものとなった。
- 企画 - 西出将之(朝日放送)、松下洋子(ADK)、関弘美
- 原作 - 東堂いづみ
- 連載 - 講談社「なかよし」
- シリーズ構成 - 前川淳
- キャラクターデザイン - 香川久
- コスチュームデザイン - 山岡直子
- ダンス監修 - 前田健
- 美術デザイン - 行信三
- 色彩設計 - 佐久間ヨシ子
- 編集 - 麻生芳弘
- 音楽 - 高梨康治
- 音楽制作 - マーベラスエンターテイメント
- プロデューサー - 吉田健一郎(朝日放送)、鶴崎りか(ADK)、梅澤淳稔
- アソシエイトプロデューサー - 芹澤洋子(ADK)
- 製作担当 - 坂井和男
- アニメーション制作 - 東映アニメーション
- シリーズディレクター - 志水淳児、座古明史（第16話 - ）
- 制作協力 - 東映
- 制作 - 朝日放送、ADK、東映アニメーション

## 主題歌

### オープニングテーマ
本作品ではアレンジ版ながら、オープニングテーマの変更が行われ、第26話からは歌詞の変更とともに、オープニングアニメのマイナーチェンジが行われた。また、映画版OPを含めれば1年間でのオープニングテーマは歴代のプリキュアシリーズの中で最多の3種類となる。
「Let's!フレッシュプリキュア！」（第1話 - 第25話）
作詞 - 六ツ見純代 / 作曲 - 高取ヒデアキ / 編曲 - 亀山耕一郎 / 歌 - 茂家瑞季
「Let's!フレッシュプリキュア！ 〜Hybrid ver.〜」（初回放送の第26話 - 第36話、第43話 - 第50話）および（初回放送以外の第26話 - 第50話）
作詞 - 六ツ見純代 / 作曲 - 高取ヒデアキ / 編曲 - 亀山耕一郎、村田昭 / 歌 - 茂家瑞季
特別仕様オープニング
「Let's!フレッシュプリキュア！ 〜Hybrid ver.〜 for the Movie」（初回放送の第37話 - 第42話）
作詞 - 六ツ見純代 / 作曲 - 高取ヒデアキ / 編曲 - 亀山耕一郎、村田昭、水谷広美 / 歌 - 茂家瑞季 with キュアフレッシュ!

### エンディングテーマ
「You make me happy!」（第1話 - 第25話）
作詞 - 六ツ見純代 / 作曲 - marhy / 編曲 - 亀山耕一郎 / 歌 - 林桃子
『映画 プリキュアオールスターズ 春のカーニバル♪』では挿入歌として使われ、同曲のPVシーン（ラブたちの回想シーン）が流れていた。
「H@ppy Together!!!」（第26話 - 第50話）
作詞 - 六ツ見純代 / 作曲 - marhy / 編曲 - 村田昭、marhy / 歌 - 林桃子
エンディングアニメーション
前述のアンケートの結果を踏まえて制作が進む中、エンディングではとくにダンスを取り上げることになり、エンディングアニメーションではシリーズ初となる3Dアニメーションが使用された。制作は東映アニメーション内の3DCG専門スタッフにより、本編とは全く独立して進められた。エンディングアニメーションでのキャラクターのCGは、第一にキャラクターが可愛らしく見えることを前提に作られており、業界でも話題を呼んでいるという。ダンスの振り付けはカオルちゃんの声優を務める前田健が担当している。なお、モーションアクターは別人が行っており、勘違いする人間が多いことから前田はツイッターおよびBSアニマックスの番組内で否定している。理由はモーションキャプチャー用の特殊スーツが着られなかった（サイズがなかった）ため。
本作品以降のシリーズのエンディングも3Dアニメーションによるダンスが採用されており、前田も『スマイルプリキュア!』までのエンディングの振り付けを担当している。
踊っているのは第25話までがキュアピーチ・キュアベリー・キュアパインの3人で、第26話からキュアパッションを加えた4人となっている。

## 各話リスト
- 以下断りのない限り、放送日は日曜の日付を示す。臨時枠移動により日曜以外に放送したものは曜日も併記、さらに通常の放送時間以外に放送された場合にはその旨注釈にて示す。
- スタッフの出典は東映アニメーションの本作品公式サイトによる[44]。
- 特番やスポーツ中継などによる放送の休止・日時変更は以下の通り。
  - 2009年8月9日・16日…制作局の朝日放送のみ、『第91回全国高校野球選手権大会』中継のため臨時枠移動を実施[注 28]（下記の表を参照）。
  - 2009年12月27日…年末特番編成のため休止。

| 話数 | サブタイトル                               | 脚本     | 演出                | 作画監督               | 美術       | 本放送日      | 本放送日                      | 収録DVD |
| 話数 | サブタイトル                               | 脚本     | 演出                | 作画監督               | 美術       | 制作局        | 制作局を除く テレビ朝日系列局 | 収録DVD |
| ---- | ------------------------------------------ | -------- | ------------------- | ---------------------- | ---------- | ------------- | ----------------------------- | ------- |
| 1    | もぎたてフレッシュ! キュアピーチ誕生!!     | 前川淳   | 志水淳児            | 爲我井克美             | 行信三     | 2009年 2月1日 | 2009年 2月1日                 | VOL.1   |
| 2    | つみたてフレッシュ! キュアベリー誕生!!     | 前川淳   | 岩井隆央            | 飯飼一幸               | 増田竜太郎 | 2月8日        | 2月8日                        | VOL.1   |
| 3    | とれたてフレッシュ! キュアパイン誕生!!     | 前川淳   | 川田武範            | 高橋任治               | 須和田真   | 2月15日       | 2月15日                       | VOL.1   |
| 4    | シフォンが迷子? 町中もう大騒ぎ!!           | 赤尾でこ | 石平信司 田中裕太   | 飯島秀一               | 飯島由樹子 | 2月22日       | 2月22日                       | VOL.2   |
| 5    | 遊園地でドキドキ! ワクワクデート気分!?     | 柿原優子 | 三塚雅人            | 奥山美佳               | 井芹達朗   | 3月1日        | 3月1日                        | VOL.2   |
| 6    | 消えたハンバーグ! 大好きなものを守れ!!     | 山下憲一 | 座古明史            | 河野宏之               | 飯島由樹子 | 3月8日        | 3月8日                        | VOL.2   |
| 7    | せつなとラブ 友情のクローバー!             | 成田良美 | 山崎和男 黒田成美   | ポール・アンニョヌエボ | 井芹達朗   | 3月15日       | 3月15日                       | VOL.3   |
| 8    | シフォン大ピンチ! ピーチの新しい力!!       | 広田光毅 | 長峯達也            | 宮本絵美子             | 須和田真   | 3月22日       | 3月22日                       | VOL.3   |
| 9    | 美希の夢 私プリキュアやめる!!              | 前川淳   | 小村敏明            | 川村敏江               | 飯島由樹子 | 3月29日       | 3月29日                       | VOL.3   |
| 10   | タルトが祈里で祈里がタルト!?               | 赤尾でこ | 石平信司 三塚雅人   | 飯飼一幸               | 井芹達朗   | 4月5日        | 4月5日                        | VOL.4   |
| 11   | ミユキの怒り! もうダンスは教えない!?       | 柿原優子 | 川田武範            | 伊藤智子               | 中村光毅   | 4月12日       | 4月12日                       | VOL.4   |
| 12   | みんなで変身! フサフサ大作戦!!             | 山下憲一 | 松本理恵            | 爲我井克美             | 井芹達朗   | 4月19日       | 4月19日                       | VOL.4   |
| 13   | シフォンが病気!? パインの新しい力!!        | 成田良美 | 岩井隆央            | 高橋任治               | 飯島由樹子 | 4月26日       | 4月26日                       | VOL.5   |
| 14   | 4人目のプリキュア!? アカルンを探せ!!       | 広田光毅 | 三塚雅人            | 河野宏之               | 須和田真   | 5月3日        | 5月3日                        | VOL.5   |
| 15   | せつなとラブ 相手を思いやる心!             | 前川淳   | 座古明史            | 飯島秀一               | 飯島由樹子 | 5月10日       | 5月10日                       | VOL.5   |
| 16   | 恐怖の文化祭! 夜の学校に響く足音!!         | 赤尾でこ | 黒田成美            | 奥山美佳               | 井芹達朗   | 5月17日       | 5月17日                       | VOL.6   |
| 17   | シフォンはまかせて! ベリーの新しい力!!     | 柿原優子 | 八島善孝 田中裕太   | ポール・アンニョヌエボ | 飯島由樹子 | 5月24日       | 5月24日                       | VOL.6   |
| 18   | プリキュアに会いたい! 小さな女の子の願い!! | 山下憲一 | 長峯達也            | 青山充                 | 中村光毅   | 5月31日       | 5月31日                       | VOL.6   |
| 19   | 新たなカード! イースの新しい力!!           | 成田良美 | 川田武範            | 川村敏江               | 須和田真   | 6月7日        | 6月7日                        | VOL.7   |
| 20   | ダンスとプリキュア…どちらを選ぶ!?          | 広田光毅 | 小村敏明 三塚雅人   | 飯飼一幸               | 井芹達朗   | 6月14日       | 6月14日                       | VOL.7   |
| 21   | 4人目のプリキュアはあんさんや!!            | 赤尾でこ | 岩井隆央            | 宮本絵美子             | 飯島由樹子 | 6月28日       | 6月28日                       | VOL.7   |
| 22   | せつなとラブ あなたがイースなの!?          | 成田良美 | 松本理恵            | 河野宏之               | 増田竜太郎 | 7月5日        | 7月5日                        | VOL.8   |
| 23   | イースの最期! キュアパッション誕生!!       | 前川淳   | 石平信司 黒田成美   | 伊藤智子               | 井芹達朗   | 7月12日       | 7月12日                       | VOL.8   |
| 24   | せつなの苦悩 私は仲間になれない!           | 伊藤睦美 | 座古明史            | 香川久                 | 飯島由樹子 | 7月19日       | 7月19日                       | VOL.8   |
| 25   | イース対パッション!? 私は生まれ変わる!!    | 赤尾でこ | 川田武範            | 飯島秀一               | 須和田真   | 7月26日       | 7月26日                       | VOL.9   |
| 26   | 4つのハート! 私も踊りたい!!                | 山下憲一 | 三塚雅人            | 青山充                 | 井芹達朗   | 8月2日        | 8月2日                        | VOL.9   |
| 27   | 夏だ! 祭りだ! オードリー!!                 | 赤尾でこ | 岩井隆央            | 川村敏江               | 増田竜太郎 | 8月23日       | 8月9日                        | VOL.9   |
| 28   | 大切な記憶! おじいちゃんとの思い出!!       | 成田良美 | 小村敏明            | ポール・アンニョヌエボ | 飯島由樹子 | 8月24日（月） | 8月16日                       | VOL.10  |
| 29   | 謎だらけの男! カオルちゃんの正体!?         | 広田光毅 | 石平信司 松本理恵   | 奥山美佳               | 井芹達朗   | 8月26日（水） | 8月23日                       | VOL.10  |
| 30   | タルト危機一髪! 正体がばれちゃう!?         | 山下憲一 | 長峯達也            | 飯飼一幸               | 飯島由樹子 | 8月30日       | 8月30日                       | VOL.10  |
| 31   | ラブと大輔! 仲直りのしかた!                | 伊藤睦美 | 黒田成美            | 河野宏之               | 須和田真   | 9月6日        | 9月6日                        | VOL.11  |
| 32   | さようなら! タルトとシフォン!!             | 広田光毅 | 八島善孝 田中裕太   | 伊藤智子               | 井芹達朗   | 9月13日       | 9月13日                       | VOL.11  |
| 33   | 美希とせつなのこわいもの!                  | 成田良美 | 織本まきこ          | 青山充                 | 増田竜太郎 | 9月20日       | 9月20日                       | VOL.11  |
| 34   | インフィニティ現れる! 明日を取り戻せ!!     | 前川淳   | 川田武範            | 飯島秀一               | 飯島由樹子 | 9月27日       | 9月27日                       | VOL.12  |
| 35   | シフォンの隠された秘密!                    | 前川淳   | 石平信司 松本理恵   | ポール・アンニョヌエボ | 井芹達朗   | 10月4日       | 10月4日                       | VOL.12  |
| 36   | 新たな敵! その名はノーザ!!                 | 赤尾でこ | 大塚隆史            | 香川久                 | 飯島由樹子 | 10月11日      | 10月11日                      | VOL.12  |
| 37   | シフォンを守れ! プリキュアの新しい力!!     | 山下憲一 | 小村敏明            | 奥山美佳               | 須和田真   | 10月18日      | 10月18日                      | VOL.13  |
| 38   | クローバーボックスをさがせ!!               | 広田光毅 | 岩井隆央            | 川村敏江               | 井芹達朗   | 10月25日      | 10月25日                      | VOL.13  |
| 39   | ケンカは禁止? 沖縄修学旅行!!               | 成田良美 | 松本理恵            | 青山充                 | 増田竜太郎 | 11月8日       | 11月8日                       | VOL.13  |
| 40   | せつなとラブ お母さんが危ない!             | 伊藤睦美 | 座古明史 黒田成美   | 伊藤智子               | 飯島由樹子 | 11月15日      | 11月15日                      | VOL.14  |
| 41   | 祈里と健人の船上パーティ!                  | 赤尾でこ | 川田武範            | 飯飼一幸               | 井芹達朗   | 11月22日      | 11月22日                      | VOL.14  |
| 42   | ラビリンスからの招待状!                    | 山下憲一 | 長峯達也            | 河野宏之               | 杦浦正一郎 | 11月29日      | 11月29日                      | VOL.14  |
| 43   | 世界を救え! プリキュア対ラビリンス!!       | 広田光毅 | 大塚隆史            | ポール・アンニョヌエボ | 吉井俊雄   | 12月6日       | 12月6日                       | VOL.15  |
| 44   | 妖しき草笛! 奪われたシフォン!!             | 前川淳   | 八島善孝 田中裕太   | 飯島秀一               | 井芹達朗   | 12月13日      | 12月13日                      | VOL.15  |
| 45   | 4人はプリキュア! クリスマスイブの別れ!!    | 前川淳   | 黒田成美            | 奥山美佳               | 須和田真   | 12月20日      | 12月20日                      | VOL.15  |
| 46   | サウラーとウエスター 最期の戦い!!          | 成田良美 | 岩井隆央            | 川村敏江               | 猿谷勝己   | 2010年 1月3日 | 2010年 1月3日                 | VOL.15  |
| 47   | 世界が変わる! ドーナツが起こした奇跡!!     | 赤尾でこ | 川田武範            | 伊藤智子               | 井芹達朗   | 1月10日       | 1月10日                       | VOL.16  |
| 48   | 最終決戦! キュアエンジェル誕生!!           | 山下憲一 | 志田直俊 三塚雅人   | ポール・アンニョヌエボ | 吉井俊雄   | 1月17日       | 1月17日                       | VOL.16  |
| 49   | 驚きの真実! メビウスの本当の姿!!           | 広田光毅 | 門倉小平太 田中裕太 | 河野宏之               | 井芹達朗   | 1月24日       | 1月24日                       | VOL.16  |
| 50   | 笑顔がいっぱい! みんなで幸せゲットだよ!!   | 前川淳   | 座古明史            | 香川久                 | 猿谷勝己   | 1月31日       | 1月31日                       | VOL.16  |

## 放送局

### 日本国内での放送
| 放送局                   | 放送期間                      | 放送日時           | 放送系列       | 備考                          |
| ------------------------ | ----------------------------- | ------------------ | -------------- | ----------------------------- |
| 朝日放送・テレビ朝日系列 | 2009年2月1日 - 2010年1月31日  | 日曜 8:30 - 9:00   | テレビ朝日系列 | 同時ネット                    |
| 山陰放送                 | 2009年2月7日 - 2010年2月6日   | 土曜 11:15 - 11:45 | TBS系列        | 遅れネット スポンサードネット |
| 宮崎放送                 | 2009年7月21日 - 2010年7月13日 | 火曜 15:30 - 16:00 | TBS系列        | 遅れネット 番組販売           |

### 日本国外での放送
時間帯は全て現地時間。
イタリア
2012年6月16日から2013年2月2日までRai 2にて、『Fresh Pretty Cure!』のタイトルで毎週土曜・日曜8時15分 - 8時45分に放送、イタリア語 放送のみ。イタリア語字幕オプションであり。
香港
2011年12月10日から2012年5月27日まで無綫電視翡翠台にて、『光之美少女：幸福精靈』のタイトルで毎週土曜、日曜17時 - 17時30分に放送。広東語放送、繁体字字幕あり。
台湾
2011年5月27日から2012年5月4日まで東森幼幼台にて、『幸福精靈FRESH！』のタイトルで毎週金曜17時30分 - 18時に放送。普通話放送、繁体字字幕あり。

## 映画
映画 フレッシュプリキュア! おもちゃの国は秘密がいっぱい!?
2009年10月31日公開。本作品がキュアパッションのスクリーンデビュー作品となった。
同作品の公開に合わせ、本作品第37話から第42話のオープニングにて、同作品のハイライトシーンが一部使用されている。

### クロスオーバー映画
映画 プリキュアオールスターズDX みんなともだちっ☆奇跡の全員大集合!
2009年3月20日公開。本作品からはキュアピーチ、キュアベリー、キュアパインが登場。終盤でラブ達が参加したダンスコンテストの観客役で、本作品からカオルちゃん・沢・御子柴が脇役として登場。またOPでは、前作『Yes!プリキュア5 / Yes!プリキュア5GoGo!』ののぞみ達6人が乗るバスの中で、車内広告の中にミユキが描かれていた。
映画 プリキュアオールスターズDX2 希望の光☆レインボージュエルを守れ!
2010年3月20日公開。本作品からは『DX』の3人に加え、キュアパッションが登場。また、プリキュアの家族・四ツ葉町の人々・隼人（ウエスター）と瞬（サウラー）・ティラミス・『映画 フレッシュ』のウサピョンとテディベア（トイマジン）とテディベアをもらった少女が脇役として登場。敵「ボトム軍団」では、ノーザが軍団員の参謀格として再生。
同作品の公開に合わせ、本作品第7話から第10話のオープニングにて、同作品のハイライトシーンが一部使用されている。
映画 プリキュアオールスターズDX3 未来にとどけ! 世界をつなぐ☆虹色の花
2011年3月19日公開。『DX2』の4人を初め、四ツ葉町の人々・隼人と瞬・『映画 フレッシュ』のマトリョーシカが脇役として登場。一方、『映画 フレッシュ』の敵であるトイマジンが「浄化された悪心が敵首領・ブラックホールによって集められた」という形で、「ダークライズ」の一員として登場。
映画 プリキュアオールスターズNewStage みらいのともだち
2012年3月17日公開。『DX3』の4人が全て声付きで登場。また、脇役として物語前半ではミユキとカオルちゃんが横浜（映画の舞台）の通行人役で登場し、中盤ではあゆみ・和希・沢などの町の人々が敵・フュージョンに襲われて横浜を逃げ惑う人として登場。
映画 プリキュアオールスターズNewStage2 こころのともだち
2013年3月16日公開。キュアパッションとタルトが声付きで登場する。前述の通り、ミユキとカオルちゃんも物語前半に脇役として登場（ミユキはOPにも登場）。
映画 プリキュアオールスターズNewStage3 永遠のともだち
2014年3月15日公開。キュアピーチのみが声付きで登場。脇役としてミユキ・カオルちゃん・三色だんご・隼人と瞬が登場。
映画 プリキュアオールスターズ 春のカーニバル♪
2015年3月14日公開。キュアピーチのみ声付きで登場。ラブたちの回想シーンでは『DX3』以来のエンジェルモードが登場し、キュアパッションはイースの姿でも登場した。また、プリキュアの家族・四ツ葉町の人々・ティラミス・アズキーナ・隼人と瞬・ラビリンスの少女2人・ホホエミーナ・『映画 フレッシュ』のウサピョンが脇役として登場。
映画 プリキュアオールスターズ みんなで歌う♪奇跡の魔法!
2016年3月19日公開。キュアピーチのみ声付きで登場。敵側ではメビウス、脇役として桃園夫妻・レミ・山吹夫妻・カオルちゃんが登場。
映画 HUGっと!プリキュア♡ふたりはプリキュア オールスターズメモリーズ
2018年10月27日公開。本作品のプリキュア4人が声付きで登場。
映画 プリキュアオールスターズF
2023年9月15日公開。プリキュアシリーズ20周年を記念したオールスターズ映画で、本作品を含む歴代プリキュアが総登場する。キュアピーチのみ声付きで登場。

## その他の作品
各作品における詳細は当該項目を参照。
ハピネスチャージプリキュア!
2014年に放送された、プリキュアのテレビシリーズ第11作目。同作品のOP冒頭ではシリーズ10周年を記念して、歴代プリキュア33名が祝福のメッセージを述べるコーナーが設けられており、以下の話数に本作品のプリキュアが登場した。
- 3話：キュアパッション
- 8話：キュアパイン
- 16話：キュアベリー
- 18話：キュアピーチ

HUGっと!プリキュア
2018年に放送された、プリキュアのテレビシリーズ第15作目。36話と37話でキュアピーチ とシフォン、タルトが声有りで登場。37話のみキュアピーチ以外のプリキュア3人、ウエスターとサウラー、カオルちゃんも登場。
ひろがるスカイ!プリキュア
2023年に放送された、プリキュアのテレビシリーズ第20作目。第26話のエンディング映像冒頭にキュアピーチが登場。映像中盤に登場するミラーパッドの画面上にもプリキュアへの変身バンクをハイライトで流す形で登場している。

## 漫画版
『なかよし』（講談社）において、2009年3月号から2010年2月号まで漫画版が連載された。
原作は東堂いづみで、作画は従来のシリーズと同様に上北ふたごが担当。ストーリーはテレビシリーズ以上にせつなが話の中心になることが多く、中盤ではラビリンスが関与しないサイドストーリー的なエピソードも2話掲載されている。
同作品ではラビリンスとの最終決戦に臨む所で連載が終了しており、最終回は後に発売された『おはなしブック』に書き下ろしという形で掲載された。
2015年2月6日にプリキュアシリーズ10周年となかよし創刊60周年を記念し、「プリキュアコレクション」と銘打ってワイドKCなかよしより単行本が発行されている。
- 『フレッシュプリキュア! プリキュアコレクション』（講談社<ワイドKC>、全1巻、2015年2月6日発行） ISBN 978-4-06-337820-7

## 関連商品
音楽CD・映像ソフトの発売元はいずれもマーベラスエンターテイメント。

### 音楽CD
いずれも販売元はジェネオン・ユニバーサル・エンターテイメントより発売。サウンドトラック・ボーカルアルバムの詳細は「フレッシュプリキュア! サウンドアルバム」を参照。
シングル
1. 『Let's!フレッシュプリキュア!/You make me happy!』（2009年2月4日）
2. 『Let's!フレッシュプリキュア! 〜Hybrid ver.〜/H@ppy Together!!!』（2009年8月5日）
3. 『Let's!フレッシュプリキュア! 〜Hybrid ver.〜for the Movie/H@ppy Together!!! for the Movie』（2009年10月21日）

アルバム
番組の主題歌やキャラクターのイメージソングを収録したボーカルアルバムシリーズ。10曲から12曲程度を収録しており、主要メンバーのキャストが主に参加している。
詳細はボーカルアルバムを参照。
サウンドトラック
番組の放送用に短縮されたオープニング・エンディング主題歌を含む、番組内で使用されるオリジナル・サウンドトラックを収録したシリーズ。
詳細はサウンドトラックを参照。

### DVD・Blu-ray Disc
いずれも販売元はポニーキャニオン。
『フレッシュプリキュア!』
2009年6月17日から2010年5月19日にかけて、全16巻が発売された。各巻3話（15、16巻のみ4話）収録で、番組放送期間中に発売された第1巻から第8巻までは各月1巻ずつ、番組終了後に発売の第9巻以降は各月2巻ずつ同時発売。レンタルDVDも同時にリリースされた。
『フレッシュプリキュア! Blu-ray BOX』
2016年2月3日から3月2日にかけて、全2巻が発売された。各巻4枚組、25話収録。Vol.1にはメイン声優陣が、それぞれ「私の思い出の1話」を選んで実際に見ながら語り合う座談会などの各種映像特典を収録、Vol.2にはスタッフ座談会や全話解説、設定資料集などを収録した116Pの特製ブックレットと描き下ろしイラストを用いた特製収納ボックスを同梱。

### 配信作品
2010年8月19日から東映アニメBBプレミアム及び、提携プロバイダにて配信開始された。同年11月に全話配信された。ただし、ビデオサイズが4：3比率となっており、BBプレミアムでもどの提携プロバイダでもレターボックスが出てしまう問題がある。

### ゲーム
『いっしょにへんしん フレッシュプリキュア！』
セガトイズより2009年5月28日発売のbeena専用の絵本ソフト。
『プリキュアオールスターズ フレッシュドリームダンス』
2009年7月30日に稼動が開始されたデータカードダスシリーズであるトレーディングカードアーケードゲーム。発売元はバンダイ。

『フレッシュプリキュア! あそびコレクション』
バンダイナムコゲームスより、2009年10月29日に発売されたニンテンドーDS専用のコンピュータゲームソフト。
『プリキュアオンライン』
東映アニメーションとコスモマークオンライン共同の課金制有料オンラインゲーム。2009年10月8日よりサービス開始。クローバータウンが舞台。
プリキュア つながるぱずるん
バンダイナムコエンターテインメントより、2017年3月16日から2020年6月2日まで配信された、スマートフォン（iOS/Android）用パズルゲームアプリ。2017年12月13日より本作品のプリキュア4人が登場した。

### フィギュア
S.H.Figuartsシリーズ
S.H.Figuarts イース
2010年3月20日発売。
S.H.Figuarts キュアピーチ
2010年5月27日発売。
S.H.Figuarts キュアパイン
2010年6月26日発売。
S.H.Figuarts キュアベリー
2010年7月29日発売。
S.H.Figuarts キュアパッション
2010年9月25日発売。
S.H.Figuarts キュアエンジェルピーチ
魂ウェブ商店限定。2010年12月発送。
chibi-arts キュアピーチ
2011年2月26日発売。
chibi-arts イース
2011年2月26日発売。
S.H.Figuarts キュアピーチ -Precure Character Designer's Edition-
2024年11月23日発売。キャラクターデザイナーの香川久の描き下ろしイラストを元に新たに立体化した。
アルファオメガ（アルター×メガハウス）
イース
2010年12月発売。
世界制服作戦（メガハウス）
桃園ラブ
2015年1月発売。
東せつな
2015年1月発売。
蒼乃美希
メガトレショップ・プレミアムバンダイ・東映アニメーションオンラインショップ、プリキュア プリティストア限定。2015年8月発送。
山吹祈里
メガトレショップ・プレミアムバンダイ・東映アニメーションオンラインショップ、プリキュア プリティストア限定。2015年8月発送。

### 関連書籍
『小説 フレッシュプリキュア!』（原作：東堂いづみ、著：前川淳、イラスト：香川久、講談社キャラクター文庫、2016年3月17日発売）ISBN 978-4-06-314877-0
本作品をベースにしたノベライズ作品。テレビシリーズ最終回から1年後を舞台に、中学3年生になり高校受験を控えたラブたちの前に現れた「魔フィスト」と名乗る謎の男と、彼が操る怪物「フシアワーセ」との戦い、そしてラブの将来の夢や受験など青春模様を描く。
2023年2月8日にはシリーズ20周年を記念した新装版が発売（ISBN 978-4-06-530782-3）。
『香川久 東映アニメーションプリキュアワークス』（一迅社、2016年7月23日発売）ISBN 978-4-7580-1515-8
本作品と、『映画 Go!プリンセスプリキュア Go!Go!!豪華3本立て!!!』の長編『パンプキン王国のたからもの』での香川久によるデザイン等を収録した、イラストギャラリーの書籍。
『フレッシュプリキュア!設定資料集』（ムービック、2009年9月3日発売）
本作品の設定資料集。A4横版。

### その他
トゥインクル缶バッジ もこもこフェアリー
各プリティストアで購入可能。『Go!プリンセスプリキュア』までのシリーズに登場した妖精（歴代妖精には含まれていない妖精も含む）のイラストが書かれた缶バッジ。全10種類。本作品からはシフォン・タルト・アズキーナが登場。

## トピックス
- 関西テレビほか一部のフジテレビ系列や独立局にて放送されていたトークバラエティ番組『関ジャニ∞のジャニ勉』の2010年5月27日放送分において、ゲストとしてFUJIWARAが出演した際に、関ジャニ∞がプリキュアの変身ポーズを披露した。配役はピーチは村上信五、ベリーは大倉忠義、パインは安田章大、パッションは錦戸亮が担当。